# 7. September
Der 7. September ist der 250. Tag des gregorianischen Kalenders (der 251. in Schaltjahren), somit bleiben 115 Tage bis zum Jahresende.

## Ereignisse

### Politik und Weltgeschehen
- 0878: Ludwig II. wird von Papst Johannes VIII. in Troyes zum König Frankreichs gekrönt.
- 1101: In der ersten Schlacht von Ramla gewinnt das Königreich Jerusalem gegenüber einem Heer der Fatimiden, nachdem König Balduin I. überraschend in die zuvor für die Kreuzritter ungünstig verlaufene Schlacht eingegriffen hat.

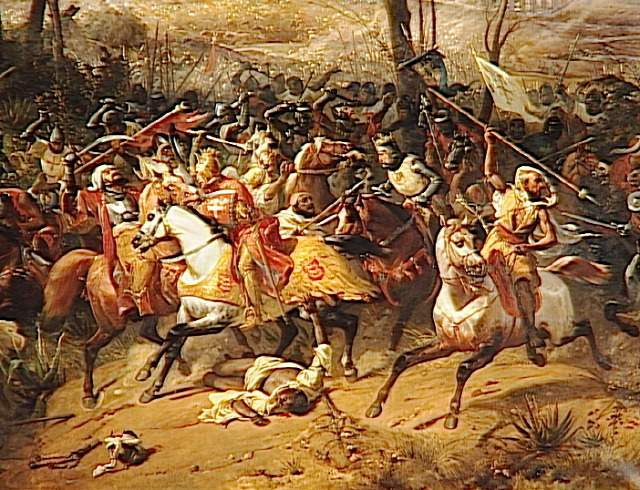
1191: Schlacht von Arsuf

- 1191: Während des Dritten Kreuzzuges besiegt Richard Löwenherz Sultan Saladin in der Schlacht von Arsuf.
- 1543: Nach dem gewonnenen Geldrischen Erbfolgekrieg diktiert Karl V. Wilhelm dem Reichen von Jülich-Kleve-Berg den Vertrag von Venlo. Das Herzogtum Geldern muss zusammen mit der Grafschaft Zutphen an den Kaiser abgetreten werden.
- 1591: Eine spanische Flotte von 53 Schiffen überrascht englische Kaperschiffe unter dem Kommando von Richard Grenville vor der Azoreninsel Flores. Während den meisten Schiffen die Flucht gelingt, wird Grenvilles Schiff, die Revenge von der Übermacht in einer mehr als zwölfstündigen Schlacht überwältigt und aufgebracht. Der Kapitän stirbt wenige Tage später an seinen Verletzungen.
- 1631: Kaiserliche Truppen unter Don Baltasar von Marradas erleiden im Dreißigjährigen Krieg nahe Breslau eine Niederlage gegen schwedische Truppen unter Hans Georg von Arnim-Boitzenburg.

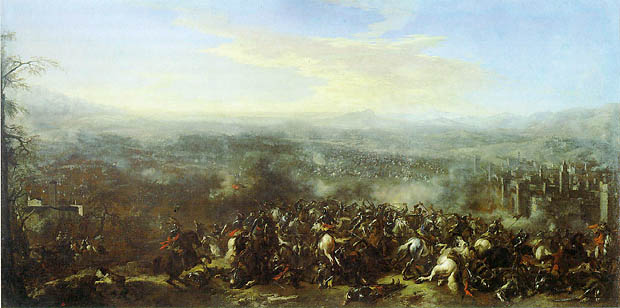
1634: Schlacht bei Nördlingen

- 1634: Mit dem Einzug kaiserlicher Truppen nach deren Sieg in der Schlacht bei Nördlingen endet die Belagerung von Nördlingen im Dreißigjährigen Krieg.
- 1701: Kaiser Leopold I., König Wilhelm III. von England und die Republik der Sieben Vereinigten Provinzen schließen im Spanischen Erbfolgekrieg die Haager Große Allianz zur Eindämmung französischen Hegemoniestrebens. Weitere Teilnehmer treten in der Folge dem Bündnis bei.
- 1706: Prinz Eugen von Savoyen und sein Cousin, Herzog Viktor Amadeus II. von Savoyen, bezwingen mit ihren Truppen die Franzosen in der Schlacht von Turin. Damit endet die größte Schlacht auf italienischem Boden im Spanischen Erbfolgekrieg.
- 1714: Die Bestätigung des Rastatter Friedens beim Friedenskongress in Baden im Aargau beendet den Spanischen Erbfolgekrieg.
- 1757: Im Siebenjährigen Krieg besiegt Österreich unter Führung von Karl Alexander von Lothringen und Graf Daun die Preußen unter General Winterfeldt in der Schlacht von Moys.
- 1764: Stanislaus II. August wird zum König von Polen gewählt. Er wird der letzte Herrscher über das Land sein.
- 1776: Im Amerikanischen Unabhängigkeitskrieg wird erstmals ein U-Boot zum Einsatz gebracht. Der Versuch der amerikanischen Revolutionäre, mit der Turtle eine Schießpulver-Zeitbombe an einem britischen Kriegsschiff zu befestigen, scheitert aber.

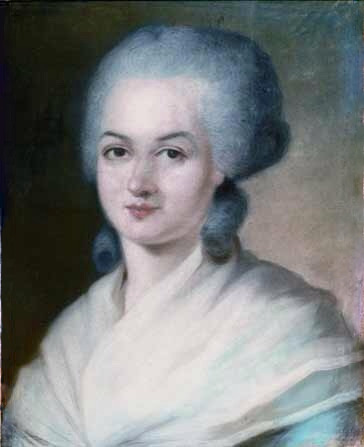
1791: Olympe de Gouges

- 1791: Als Antwort auf die Erklärung der Menschen- und Bürgerrechte während der Französischen Revolution 1789, die sich nur auf Männer bezieht, veröffentlicht Olympe de Gouges ihre Erklärung der Rechte der Frau und Bürgerin, die erste wirklich umfassende Formulierung der Menschenrechte. Diese und andere systemkritische Schriftstücke werden 1793 der Grund für ihre Hinrichtung auf der Guillotine sein.
- 1807: Der dänische General Ernst Peymann kapituliert bei dem Bombardement Kopenhagens gegenüber den Engländern unter James Gambier. Während der vorangegangenen Bombardierung der Stadt durch die britische Flotte vom 2. bis 5. September wird Kopenhagen zu ungefähr 30 Prozent zerstört, etwa 2.000 Zivilisten finden den Tod.
- 1812: Während Napoleons Russlandfeldzug erringt die Grande Armée unter schwerwiegenden Verlusten einen taktischen Sieg gegen die russische Armee unter Marschall Kutusow in der Schlacht bei Borodino, einer der blutigsten Schlachten des 19. Jahrhunderts. Der Weg nach Moskau ist für Napoleon Bonaparte damit frei.
- 1822: Brasilien erklärt seine Unabhängigkeit von Portugal.
- 1830: Bei einem Aufstand im Herzogtum Braunschweig wegen Hunger auf Grund der vorangegangenen Missernte wird der als „Diamantenherzog“ bekannte Karl II. vertrieben und das erste Braunschweiger Schloss niedergebrannt.
- 1836: Ferdinand I. empfängt in Prag die Krone von Böhmen.
- 1848: Die so genannte Erbuntertänigkeit, einer Leibeigenschaft ähnelnd, wird im Kaisertum Österreich durch ein Patent Ferdinands I. aufgehoben.
- 1860: Giuseppe Garibaldi erobert im Zuge des Risorgimento mit seinen Rothemden Neapel.
- 1872: Das Drei-Kaiser-Treffen in Berlin zwischen Kaiser Wilhelm I., Kaiser Franz Joseph I. und Zar Alexander II. zur Unterdrückung revolutionärer Bewegungen in Europa bereitet das Dreikaiserabkommen von 1873 vor.

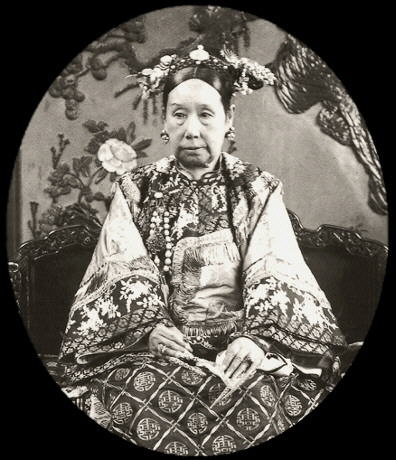
1900: Cixi

- 1900: Nach der Einnahme Pekings macht Kaiserinwitwe Cixi die Boxer für die militärische Niederlage verantwortlich und erteilt den Provinzgouverneuren die Anweisung, erneut Regierungstruppen gegen sie einzusetzen. Gleichzeitig führen alliierte Truppen „Strafexpeditionen“ gegen „Boxernester“ durch.
- 1901: Die Unterzeichnung des Boxerprotokolls beendet den Boxeraufstand.
- 1914: Die Schlacht von Gródek in Ostgalizien während des Ersten Weltkriegs zwischen österreichischen und russischen Truppen geht mit einer verheerenden Niederlage für Österreich aus.
- 1923: Der Internationale Polizeikongress in Wien beschließt, die Internationale Kriminalpolizeiliche Kommission zu gründen, eine Vorläuferorganisation der Interpol. Damit soll die Verbrechensbekämpfung über Grenzen hinweg verbessert werden.
- 1940: In der Luftschlacht um England beginnt während des Zweiten Weltkriegs die deutsche Luftwaffe mit ihren Tag- und Nachtangriffen auf London und andere britische Städte.
- 1949: In Bonn treten der 1. Deutsche Bundestag sowie der Bundesrat zur konstituierenden Sitzung zusammen. Erster Bundesratspräsident wird Karl Arnold, der somit bis zur Wahl des ersten Bundespräsidenten am 12. September auch amtierendes Staatsoberhaupt ist.

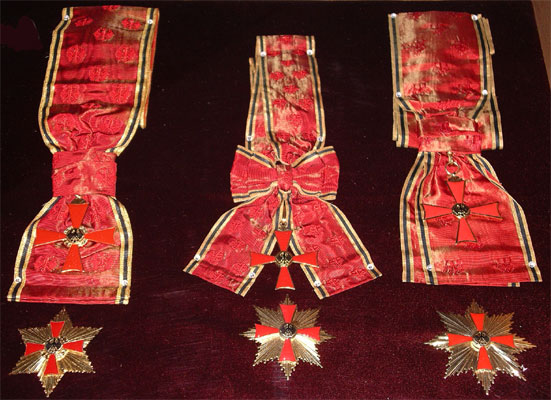
1951: Deutsche Bundesverdienstorden

- 1951: Das Bundesverdienstkreuz wird von Bundespräsident Theodor Heuss per Stiftungserlass eingeführt.
- 1951: Hermann Höpker-Aschoff tritt sein Amt als erster Präsident des Bundesverfassungsgerichts an.
- 1953: In der Sowjetunion löst Nikita Chruschtschow Georgi Malenkow als Ersten Sekretär der KPdSU ab.
- 1955: Das Bundesheer wird unter Einführung der Wehrpflicht für Männer gegründet.
- 1961: Bei der deutschen Bundestagswahl verlieren CDU/CSU ihre absolute Mehrheit.
- 1964: Eine Anordnung des Nationalen Verteidigungsrates der DDR soll einen waffenlosen Militärdienst als Bausoldat ermöglichen. Sie tritt rückwirkend ab 1. September in Kraft.
- 1978: Ein Generalstreik im Iran legt die Erdölproduktion lahm.
- 1978: Beim Regenschirmattentat auf der Londoner Waterloo Bridge wird dem bulgarischen Dissidenten Georgi Markow ein Platinkügelchen in den Unterschenkel injiziert. Dieses setzt in der Folge kontinuierlich das Gift Rizin frei, woran Markow drei Tage später stirbt.
- 1982: Das italienische Parlament verabschiedet ein Gesetz gegen das organisierte Verbrechen. Die Zugehörigkeit zur Mafia wird strafbar.

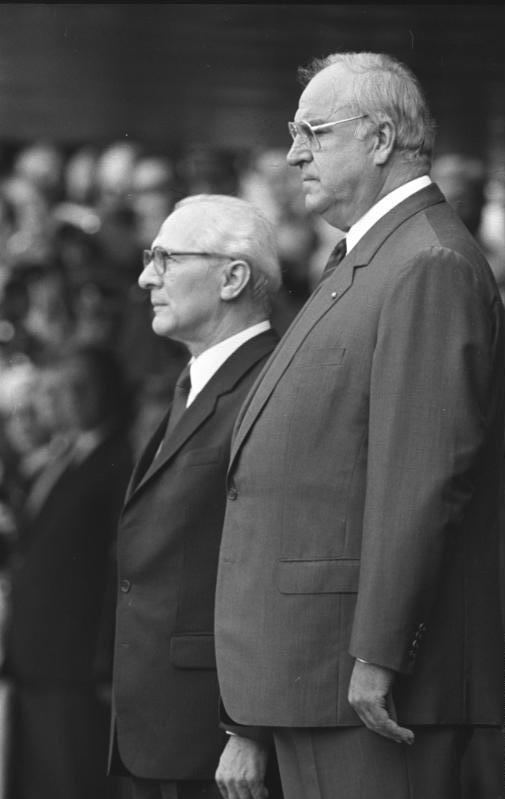
1987: Erich Honecker (li.) und Helmut Kohl

- 1987: Der Staatsratsvorsitzende der DDR, Erich Honecker, trifft zu einem offiziellen Besuch der Bundesrepublik Deutschland in Bonn ein.
- 1987: Das Nachrichtenmagazin Der Spiegel meldet, dass der SPD-Spitzenkandidat für die schleswig-holsteinische Landtagswahl, Björn Engholm, von Detektiven beschattet worden ist. Weitere Recherchen des Nachrichtenmagazins lösen am 12. September die Barschel-Affäre aus.
- 1994: Der Wahlausschuss des deutschen Bundestages bestimmt Jutta Limbach zur Präsidentin des Bundesverfassungsgerichts.
- 1995: Der französische Kernwaffentest vom Vortag auf dem Mururoa-Atoll löst auf Tahiti schwere Unruhen aus.
- 2001: In der UN-Vollversammlung beschließen die Mitgliedsländer einstimmig, ab 2002 den 21. September als Weltfriedenstag zu begehen.
- 2007: Im Pascal-Prozess spricht das Landgericht Saarbrücken zwölf Angeklagte vom Vorwurf des Mordes und des sexuellen Missbrauchs in zahlreichen Fällen frei. Das Urteil wird später vom Bundesgerichtshof bestätigt.

### Wirtschaft
- 1907: Der britische Passagierdampfer Lusitania der britischen Reederei Cunard Line beginnt seine Jungfernfahrt von Liverpool nach New York.
- 1918: Einer Bekanntmachung des Reichsministeramts zufolge muss sich die deutsche Bevölkerung darauf einstellen, aufgrund der Kriegssituation in den nächsten Monaten kaum frisches Obst auf den Märkten zu finden.
- 1949: Die Deutsche Bundespost gibt ihre erste Briefmarke heraus. Thema: „Eröffnung des ersten Deutschen Bundestages“.
- 1949: Die Deutsche Reichsbahn wird in der Bundesrepublik Deutschland in Deutsche Bundesbahn umbenannt.
- 1979: Der nur Sportprogramme ausstrahlende Fernsehsender ESPN startet im Kabelfernsehnetz in den Vereinigten Staaten seine erste Sendung.
- 2008: In den USA übernimmt die zuständige Aufsichtsbehörde die Kontrolle über die beiden größten, von der Weltfinanzkrise erfassten Hypothekenbanken Fannie Mae und Freddie Mac. Sie wendet damit den drohenden Bankrott dieser Kreditinstitute ab.

### Wissenschaft und Technik

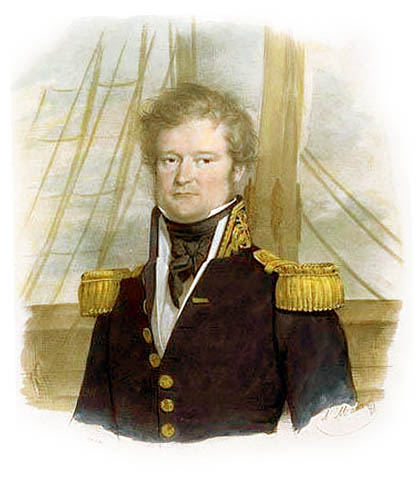
1837: Dumont D'Urville

- 1837: Der französische Polarforscher Jules Dumont d’Urville bricht mit den Schiffen Astrolabe und Zèlée zum Südpol auf.
- 1853: Der deutsche Afrikareisende Heinrich Barth betritt als einer der ersten Europäer die Oasenstadt Timbuktu.
- 1882: William Henry Finlay entdeckt den Großen Septemberkometen.
- 1888: Das Baby Edith Eleanor McLean wird als erstes Kind in den Vereinigten Staaten in einen Brutkasten gelegt.
- 1911: In Hamburg wird der Elbtunnel, der erste Flusstunnel auf dem europäischen Kontinent, eröffnet.
- 1919: Die erste Waldorfschule wird in Stuttgart eröffnet.
- 1954: Die Universidad Austral de Chile wird gegründet. Die Universität in Valdivia ist heute eine der sieben traditionellen Universitäten Chiles.
- 1954: In der DDR werden die Medizinischen Akademien Magdeburg, Dresden und Erfurt gegründet.
- 1997: Der Prototyp des Jagdflugzeugs Lockheed Martin F-22 Raptor wird beim Erstflug getestet.
- 2004: Die  Wikimedia Commons werden gestartet, ein Aufbewahrungsort für freie Bilder, Musik, Videos und gesprochene Texte.

### Kultur

Kopf der ersten Schaubühne-Seite

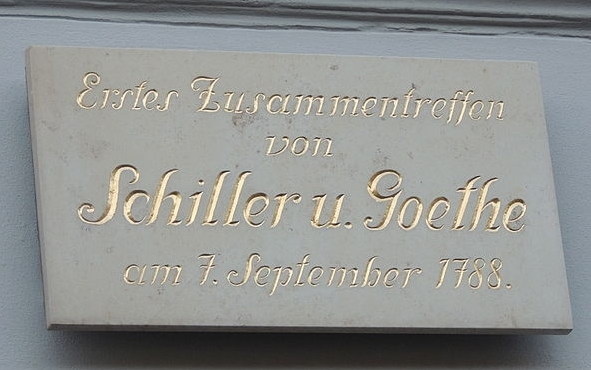
Gedenktafel am Schillerhaus in Rudolstadt

- 1788: Goethe und Schiller sprechen das erste Mal miteinander.[1]
- 1895: In São Paulo wird das an den Parque da Independência angrenzende Museu Paulista feierlich eröffnet.
- 1905: Siegfried Jacobsohn gründet in Berlin die Wochenzeitung Die Weltbühne (noch unter dem Titel Die Schaubühne).
- 1945: Das Deutsche Theater Berlin wird mit Lessings Nathan der Weise wiedereröffnet.
- 1950: Auf Weisung der Führung der DDR wird mit der Sprengung des Berliner Schlosses begonnen.
- 1950: Die Operettenverfilmung Schwarzwaldmädel mit Sonja Ziemann und Rudolf Prack in den Hauptrollen hat in Stuttgart Premiere.

### Gesellschaft
- 1921: Als Atlantic City Pageant beginnt zum ersten Mal ein zweitägiger Schönheitswettbewerb in Atlantic City, aus dem sich die Wahl zur Miss America entwickelt.
- 1996: Auf den Rapper Tupac Shakur wird in Las Vegas ein Attentat in seinem Auto verübt. Am 13. September stirbt er an seinen Verletzungen.

### Religion
- 1159: Bei der Papstwahl im Petersdom kommt es zu tumultartigen Szenen. Orlando Bandinelli wird von den Kardinälen mehrheitlich als Nachfolger von Hadrian IV. zum Papst gewählt und 13 Tage später als Papst Alexander III. inthronisiert. Eine kaiserfreundliche Minderheit wählt demgegenüber Octaviano de Monticelli, der anschließend als Gegenpapst Viktor IV. amtiert.
- 1303: Das Attentat von Anagni. In Anagni wird auf Papst Bonifatius VIII. ein Attentat verübt. Der gefangene Papst kommt nach zwei Tagen blutiger Auseinandersetzungen wieder frei.
- 1610: In der Duisburger Salvatorkirche findet die Duisburger Generalsynode statt. Sie dauert bis 11. September und gilt als Geburtsstunde der Evangelischen Kirche im Rheinland.

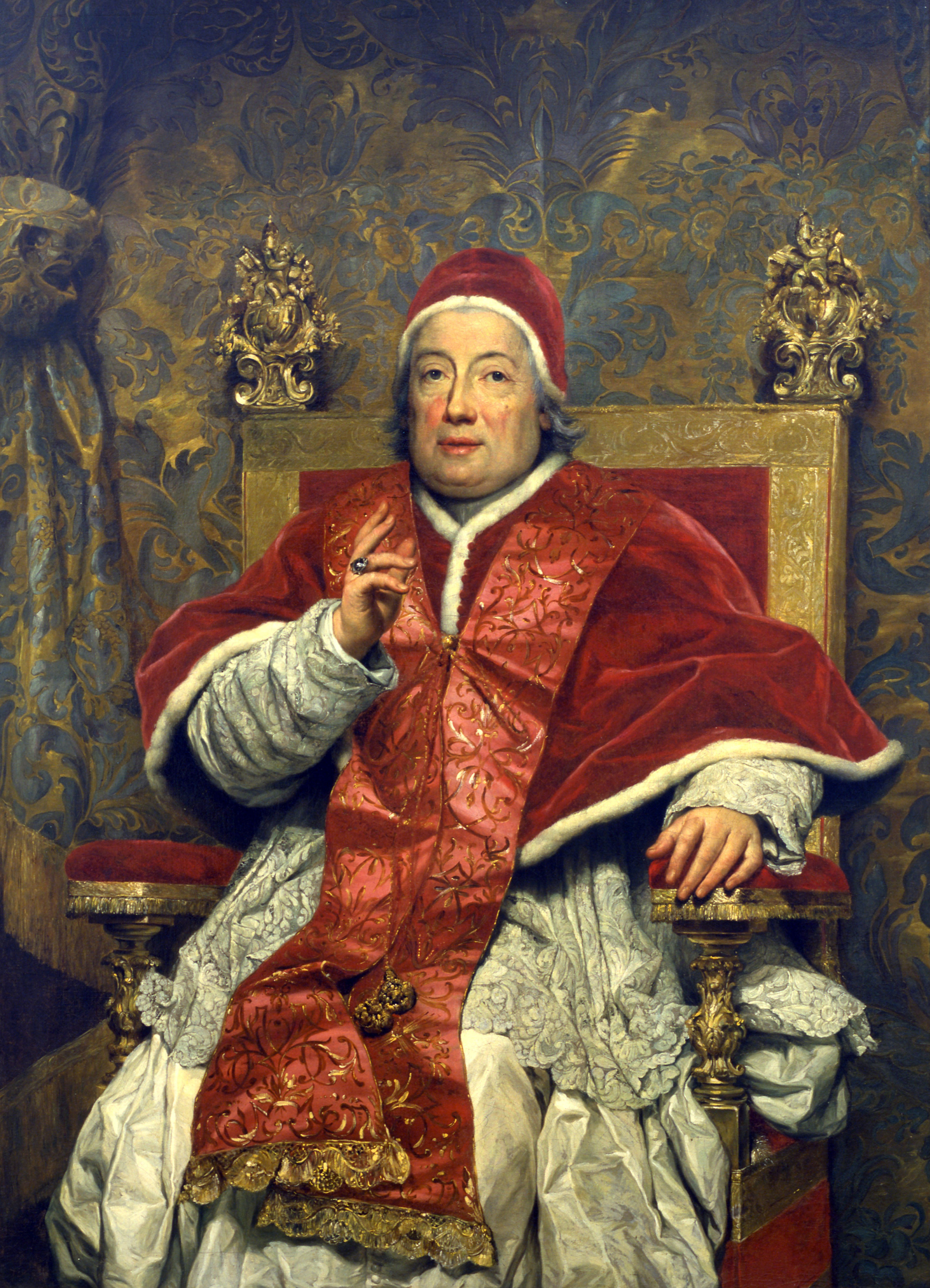
1759: Clemens XIII.

- 1759: Papst Clemens XIII. weist auf Gefahren hin, die durch Skandale und Korruption der Kirche drohen. In der Enzyklika Cum primum ermahnt der Papst Bischöfe und Priester zum Einhalten der kanonischen Rechte und Pflichten.
- 1921: Gründung der Legio Mariae, einer Laienbewegung der katholischen Kirche, durch Frank Duff
- 1926: In Vietnam stiftet Ngô Văn Chiêu die Religion des Caodaismus.
- 1979: Neues geistliches Oberhaupt der anglikanischen Kirche ist Robert Runcie, vormals Bischof von St Albans.

### Katastrophen
- 1929: Auf dem Binnensee Näsijärvi kentert der finnische Passagierdampfer Kuru bei Windstärke 8 auf der Beaufortskala, 136 Menschen sterben.
- 1955: Überschwemmungen in Indien machen etwa 45 Millionen Menschen obdachlos, die Anzahl der Toten ist unbekannt.
- 1999: Ein Erdbeben der Stärke 6,0 fordert in Griechenland 143 Menschenleben.
- 2004: Der Hurricane Ivan trifft auf Grenada und zerstört 85 % der Häuser auf der Insel. 39 Menschen kommen ums Leben.
- 2011: Beim Absturz von YAK-Service-Flug 9633 nahe Jaroslawl kommen 44 Menschen ums Leben, darunter nahezu die gesamte Mannschaft des Eishockeyclubs Lokomotive Jaroslawl.

Kleinere Unglücksfälle sind in den Unterartikeln von Katastrophe und in der Liste von Katastrophen aufgeführt.

### Natur und Umwelt
- 1936: Benjamin, der letzte lebende Beutelwolf (auch Tasmanischer Wolf), stirbt in der Nacht vom 6. auf den 7. September im Beaumaris Zoo in Hobart, Australien.

### Sport

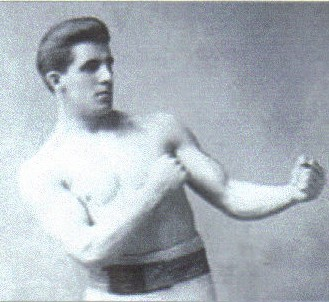
1892: J. J. Corbett

- 1892: James J. Corbett wird durch K.-o.-Sieg über John L. Sullivan Boxweltmeister im Schwergewicht.
- 1893: In Genua entsteht mit dem Genoa Cricket and Football Club der heute älteste italienische Fußballverein.
- 1909: Im baskischen San Sebastián wird der Fußballclub Sociedad de Fútbol gegründet, der später als Real Sociedad San Sebastián über die Landesgrenzen hinaus bekannt wird.
- 1963: Die Pro Football Hall of Fame wird eröffnet.
- 1969: Das letzte Mal findet das internationale Gaisbergrennen bei Salzburg statt.
- 1997: Im französischen Aiguebelette-le-Lac enden die Ruder-Weltmeisterschaften. Deutschland ist mit fünf Goldmedaillen sowie je zweimal Silber und Bronze die erfolgreichste Nation.
- 2007: Die sechste Rugby-Union-Weltmeisterschaft beginnt in Frankreich.

Einträge von Leichtathletik-Weltrekorden befinden sich unter der jeweiligen Disziplin unter Leichtathletik.

## Geboren

### Vor dem 18. Jahrhundert
- 0786: Saga, 52. Tennō von Japan
- 0923: Suzaku, 63. Tennō von Japan
- 1388: Giovanni Maria Visconti, Herzog von Mailand
- 1407: Heinrich IV. von Bubenberg, Schultheiss von Bern und Freiherr zu Spiez
- 1438: Ludwig II., Landgraf von Niederhessen
- 1448: Heinrich von Württemberg, Graf von Württemberg-Mömpelgard
- 1457: Stephana Quinzani, seliggesprochene Terziarin im Dominikanerinnenorden
- 1492: Giacomo Aconcio, italienischer Humanist, Philosoph, Theologe, Jurist und Ingenieur
- 1492: Michael Caelius, deutscher lutherischer Theologe und Reformator
- 1519: Matthäus Vogel, deutscher evangelischer Theologe
- 1524: Thomas Erastus, Schweizer reformierter Theologe

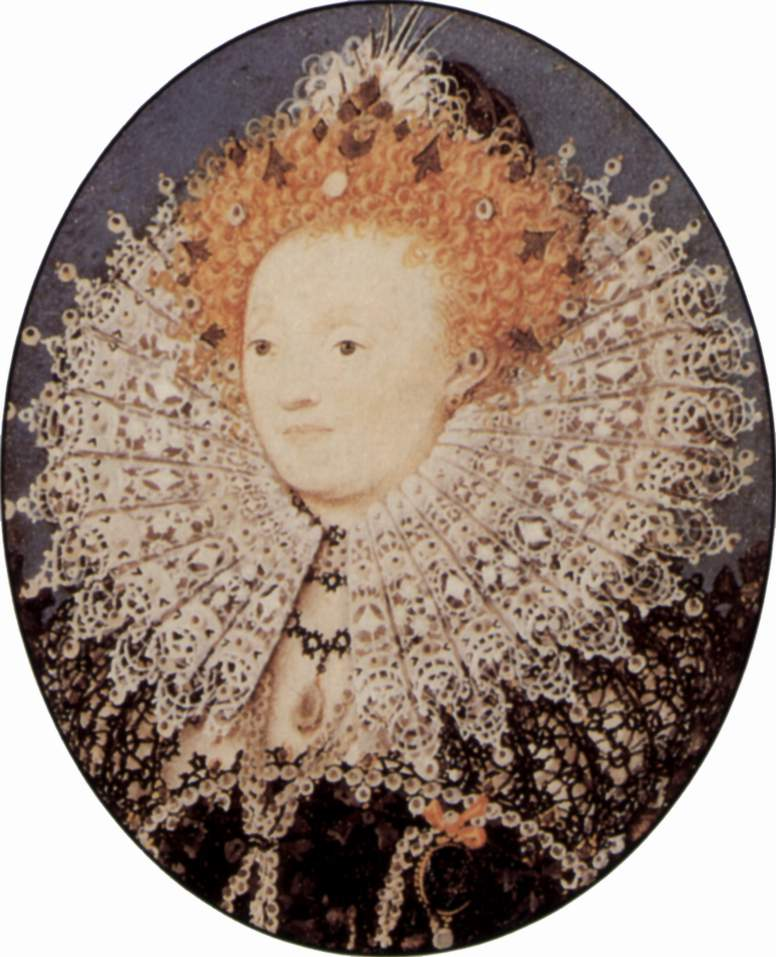
Elisabeth I. (* 1533)

- 1533: Elisabeth I., Königin von England
- 1545: Eitel Friedrich IV., Graf von Hohenzollern-Hechingen
- 1570: Günther XLII., Graf von Schwarzburg-Sondershausen
- 1573: Elias Ehinger, deutscher Pädagoge, evangelischer Theologe und Philologe
- 1589: August von Sachsen, Verweser des Bistums Naumburg
- 1600: Johann Andreas von Rosenberg, bedeutender Vertreter des katholischen Adels in Kärnten
- 1607: Kurt Reinicke von Callenberg, deutscher Soldat, Verwaltungsbeamter, Standesherr
- 1619: John Lambert, englischer Militär und Politiker
- 1625: Heinrich Friedrich zu Hohenlohe-Neuenstein, Graf zu Hohenlohe-Langenburg

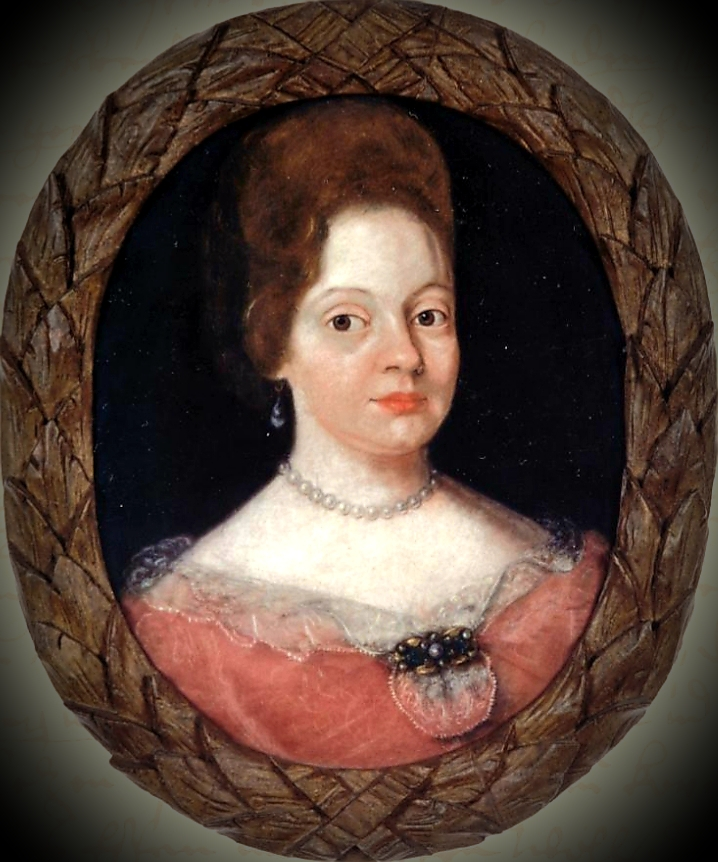
Catharina Regina von Greiffenberg (* 1633)

- 1633: Catharina Regina von Greiffenberg, österreichische Lyrikerin
- 1640: Johann Jacob Schütz, deutscher Jurist und Pietist
- 1641: Tokugawa Ietsuna, japanischer Shogun
- 1650: Juan Manuel Fernández Pacheco, Herzog von Escalona, Vizekönig von Navarra, Katalonien, Aragón, Sizilien und Neapel
- 1651ː Margaretha Susanna von Kuntsch, deutsche Schriftstellerin
- 1657: Johann Georg Geiling, Bürgermeister von Heilbronn
- 1683: Maria Anna von Österreich, Erzherzogin von Österreich und Königin von Portugal
- 1693: Viktor I. Amadeus Adolf, Fürst von Anhalt-Bernburg-Schaumburg-Hoym
- 1694: Johan Ludvig von Holstein, Kanzler von Dänemark, Kunst- und Literatursammler

### 18. Jahrhundert
- 1705: Matthäus Günther, bayerischer Maler und Graphiker

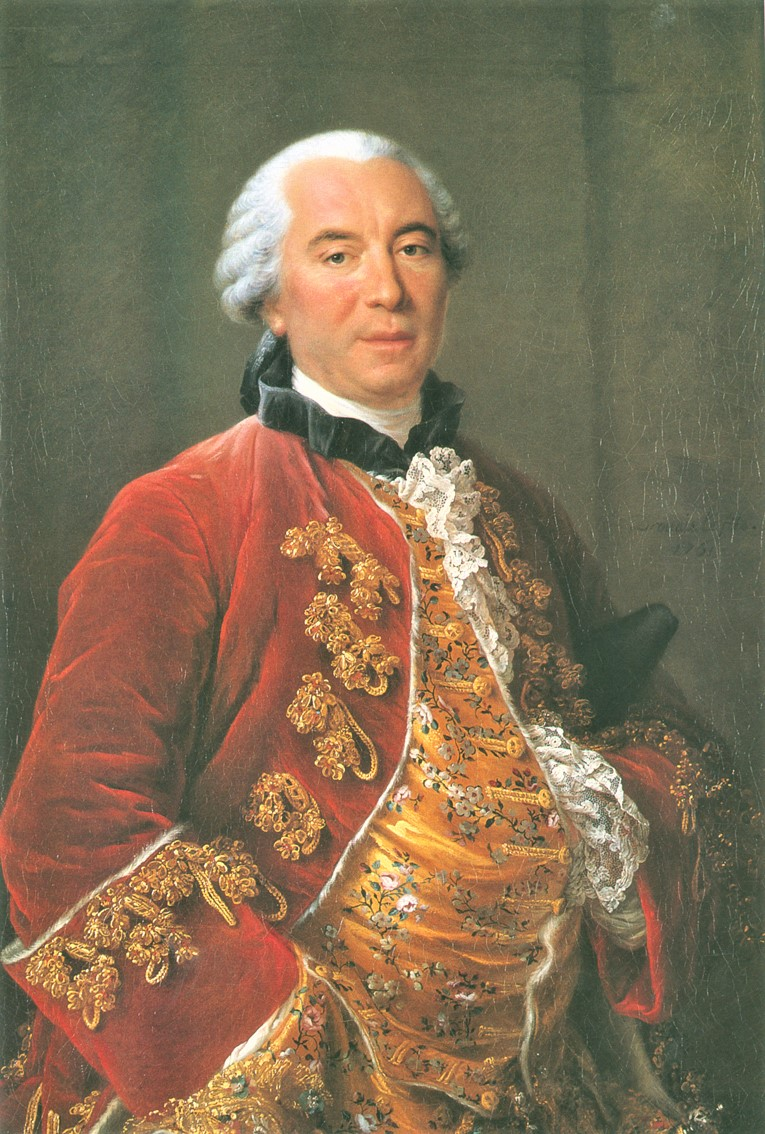
Georges-Louis Leclerc de Buffon (* 1707)

- 1707: Georges-Louis Leclerc de Buffon, französischer Naturforscher
- 1722: Ernst Anton Nicolai, deutscher Mediziner
- 1723: Jacques Pierre Abbatucci, korsischer General
- 1726: François-André Danican Philidor, französischer Komponist und Schachspieler
- 1749: Anton Matthias Sprickmann, deutscher Schriftsteller und Jurist
- 1760: Hermann Christoph Gottfried Demme, deutscher Kanzelredner und Schriftsteller
- 1769: Caroline Pichler, österreichische Schriftstellerin
- 1773: Karl von Jariges, deutscher Jurist, Schriftsteller und Übersetzer
- 1777: Heinrich Stölzel, deutscher Musiker
- 1781: Georg Franz August von Buquoy, böhmischer Gutsbesitzer, Nationalökonom und Naturforscher
- 1794: Johannes Friedrich Posselt, deutsch-dänischer Mathematiker und Astronom
- 1795: John Polidori, englischer Schriftsteller und Reisebegleiter des Dichters Lord Byron

### 19. Jahrhundert

#### 1801–1850

William Lindley (* 1808)

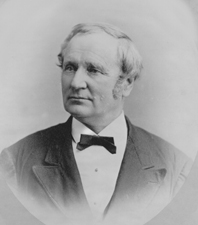
Thomas A. Hendricks (* 1819)

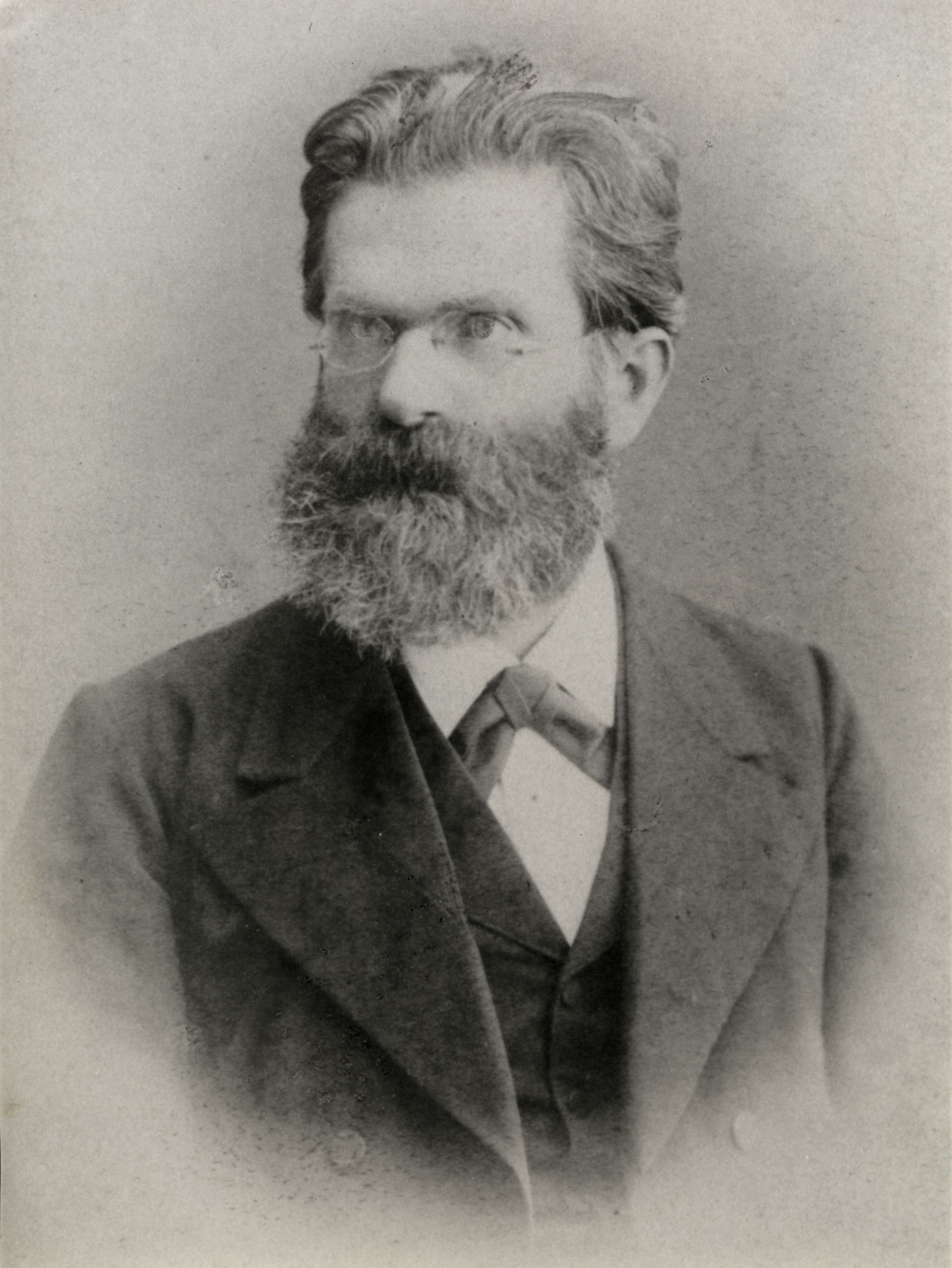
Karl Weysser (* 1833)

Wilhelmine Heimburg (* 1848)

- 1801: Hans von und zu Aufseß, deutscher Museumsgründer
- 1801: Sarel Arnoldus Cilliers, burischer Prediger und Voortrekker-Anführer
- 1805: Modest Iwanowitsch Bogdanowitsch, russischer Generalleutnant und Militärschriftsteller
- 1806: Christian August Friedrich Peters, deutscher Astronom
- 1807ː Louise Dittmar, deutsche Frauenrechtlerin
- 1807: Henry Sewell, britisch-neuseeländischer Politiker, erster Premierminister von Neuseeland
- 1807: Johann Wilhelm Schirmer, deutscher Landschaftsmaler und Graphiker
- 1808: William Lindley, britischer Ingenieur
- 1810: Casimir Gaillardin, französischer Geschichtslehrer und -forscher
- 1810: Hermann Heinrich Gossen, preußischer Nationalökonom
- 1811ː Jenny von Gustedt, deutsche Schriftstellerin
- 1811: Karl Anton von Hohenzollern-Sigmaringen, deutscher Adeliger
- 1814: Ludwig Kalisch, deutscher Schriftsteller
- 1815: Howell Cobb, US-amerikanischer Politiker, Mitglied und Sprecher des Repräsentantenhauses, Gouverneur von Georgia, Minister
- 1815: John McDouall Stuart, australischer Entdecker
- 1816: Ferdinand von Hebra, österreichischer Dermatologe
- 1818: Miroslav Vilhar, slowenischer Autor, Komponist und Politiker, LAbg
- 1819: Thomas A. Hendricks, US-amerikanischer Politiker, Mitglied des Repräsentantenhauses, Senator, Gouverneur von Indiana, Vizepräsident
- 1824: Claes Adolf Adelsköld, schwedischer Eisenbahnbaumeister, Architekt, Offizier, Politiker und Schriftsteller
- 1824: William Hepburn Armstrong, US-amerikanischer Politiker, Mitglied des Repräsentantenhauses
- 1827: Wilhelm Hosäus, deutscher Bibliothekar, Schriftsteller und Theologe
- 1828: Ernst Julius Meier, deutscher evangelischer Theologe
- 1828: Johannes Cornelis Jacobus Mali, niederländisch-deutscher Kunstmaler
- 1829: Ferdinand Vandeveer Hayden, US-amerikanischer Geologe
- 1829: August Kekulé, deutscher Chemiker und Naturwissenschaftler
- 1830: Moritz Kirstein, deutscher Mediziner
- 1831: Alexandre Falguière, französischer Maler und Bildhauer
- 1831: Karl Julius Ebersberg, österreichischer Autor
- 1833: Karl Weysser, badischer Landschafts- und Architekturmaler
- 1834: Édouard Millaud, französischer Politiker
- 1836: August Toepler, deutscher Chemiker, Entwickler der Schlierenfotografie
- 1836: Henry Campbell-Bannerman, britischer Politiker, Premierminister
- 1837: Hermann Schwartze, deutscher Mediziner
- 1837: Samuel Rosenthal, polnisch-französischer Schachspieler und Journalist
- 1838: Ludovic-Henri-Marie-Ixile Julien-Laferrière, französischer Geistlicher und römisch-katholischer Bischof von Constantine-Hippone
- 1842: Johannes Hermann Zukertort, polnisch-deutscher Schachspieler
- 1843: Otto von Diederichs, deutscher Admiral
- 1845: Max Schreyer, sächsischer Förster und Dichter (Dar Vuglbärbaam)
- 1846: Richard Wolffenstein, deutscher Architekt
- 1848: Wilhelmine Heimburg, deutsche Schriftstellerin
- 1848ː Marie Luplau, dänische Künstlerin und Pädagogin

#### 1851–1900
- 1851: Edward Asahel Birge, US-amerikanischer Zoologe

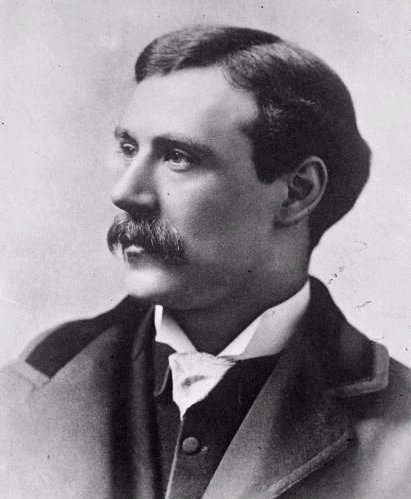
William Friese-Greene (* 1855)

- 1855: William Friese-Greene, britischer Fotograf und Erfinder
- 1856: Viktor von Randow, deutscher General
- 1860: Grandma Moses, US-amerikanische Malerin
- 1860: Jacques Sautereau, französischer Krocketspieler, Olympiamedaillengewinner
- 1860: Ernest de Weck, Schweizer Bankier und Politiker
- 1861: Ambrosius I., georgischer Geistlicher, Patriarch der Georgischen Orthodoxen Apostelkirche, Heiliger
- 1861: Willy Spatz, deutscher Maler des Historismus
- 1862: Ernst Ritter von Dombrowski, böhmischer Jäger und Schriftsteller
- 1862: Louis Tuaillon, preußischer Bildhauer
- 1862: Paul Eduard Crodel, deutscher Landschaftsmaler
- 1864: Giovanni Tebaldini, italienischer Komponist, Musikwissenschaftler und Organist
- 1864: Carl Zimmermann, preußischer Offizier, Kommandeur der Schutztruppe Kamerun

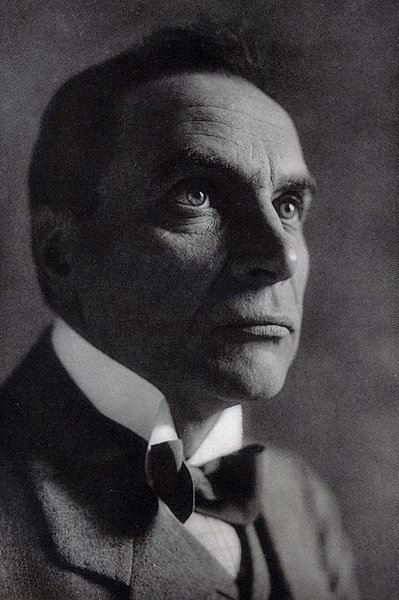
Albert Bassermann (* 1867)

- 1867: Albert Bassermann, deutscher Schauspieler
- 1867: Camilo Pessanha, portugiesischer Schriftsteller
- 1870: Alexander Iwanowitsch Kuprin, russischer Schriftsteller
- 1874: Julius Wallach, deutscher Unternehmer, Gründer des Trachtengeschäfts Wallach
- 1875: Max Winkler, deutscher Politiker, Reichstreuhänder und Reichsbeauftragter für die deutsche Filmkunst
- 1876: Louis Marie François Andlauer, französischer Organist und Komponist
- 1878: Karl Roos, elsässischer Lehrer und Politiker
- 1878: Laura Schradin, deutsche Frauenrechtlerin und Politikerin, Mitglied der Verfassunggebenden Landesversammlung Württembergs
- 1881: Johann Baptist Aufhauser, deutscher Theologe
- 1882: August Thienemann, deutscher Zoologe und Ökologe
- 1885: Eleonore Baur, deutsche Krankenschwester, Funktionärin im Konzentrationslager Dachau

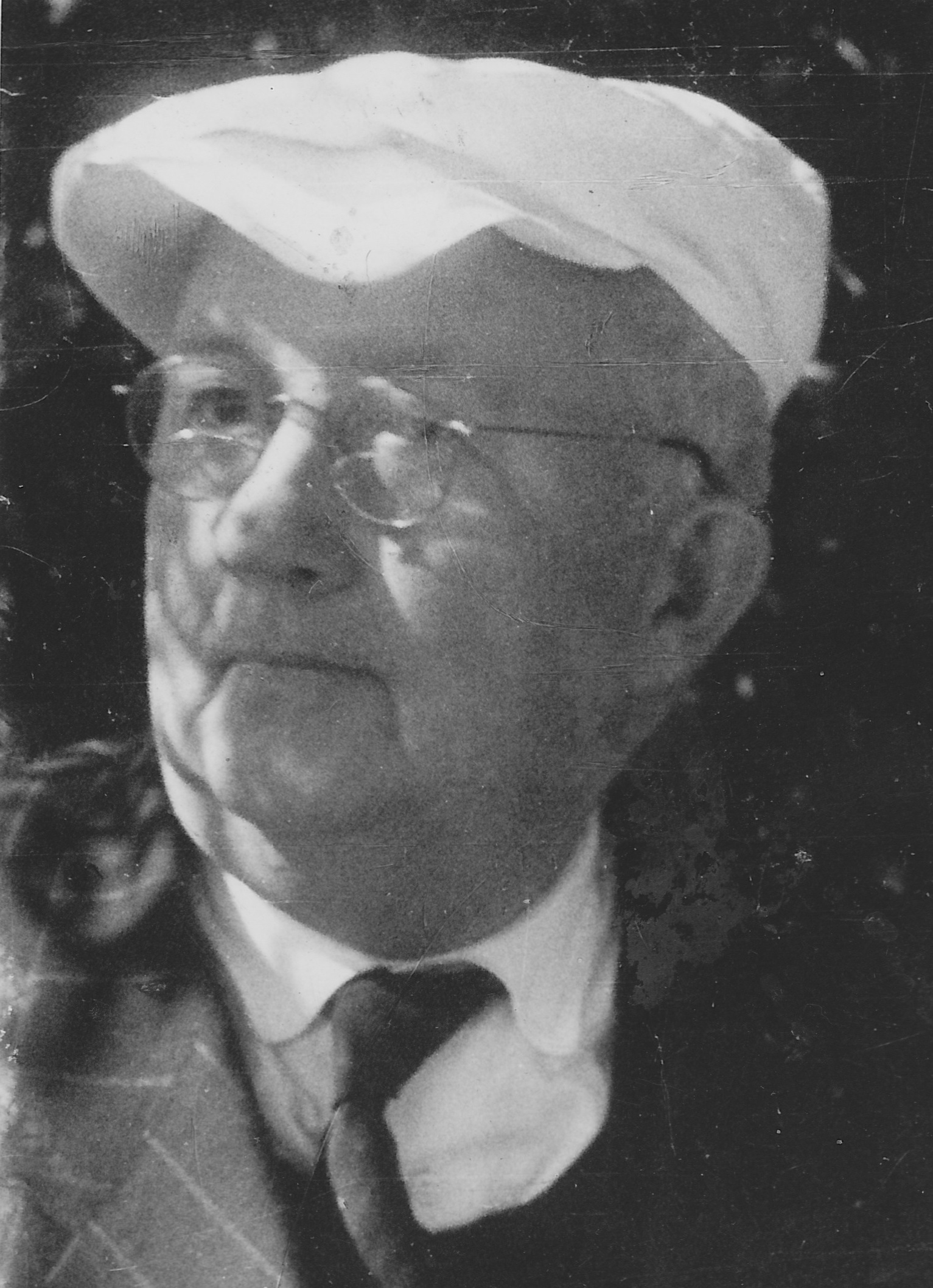
Ludwig Armbruster (* 1886)

- 1886: Ludwig Armbruster, deutscher Zoologe
- 1886: Max Daetwyler, erster Schweizer Kriegsdienstverweigerer
- 1887: Sargis Barchudarjan, armenischer Komponist, Pianist und Pädagoge
- 1887: Robert Laly, französischer Automobilrennfahrer
- 1887: Edith Sitwell, britische Schriftstellerin
- 1889: Albert Plesman, niederländischer Luftfahrtpionier, Gründer der KLM
- 1891: Karl Münichreiter, österreichischer Widerstandskämpfer
- 1892: Georg Mickler, deutscher Leichtathlet
- 1892: Léonard Nuytens, belgischer Ruderer
- 1892: Oscar O’Brien, kanadischer Komponist, Arrangeur, Organist, Pianist und Musikpädagoge
- 1893: Hanna Bekker vom Rath, deutsche Malerin, Sammlerin und Kunsthändlerin

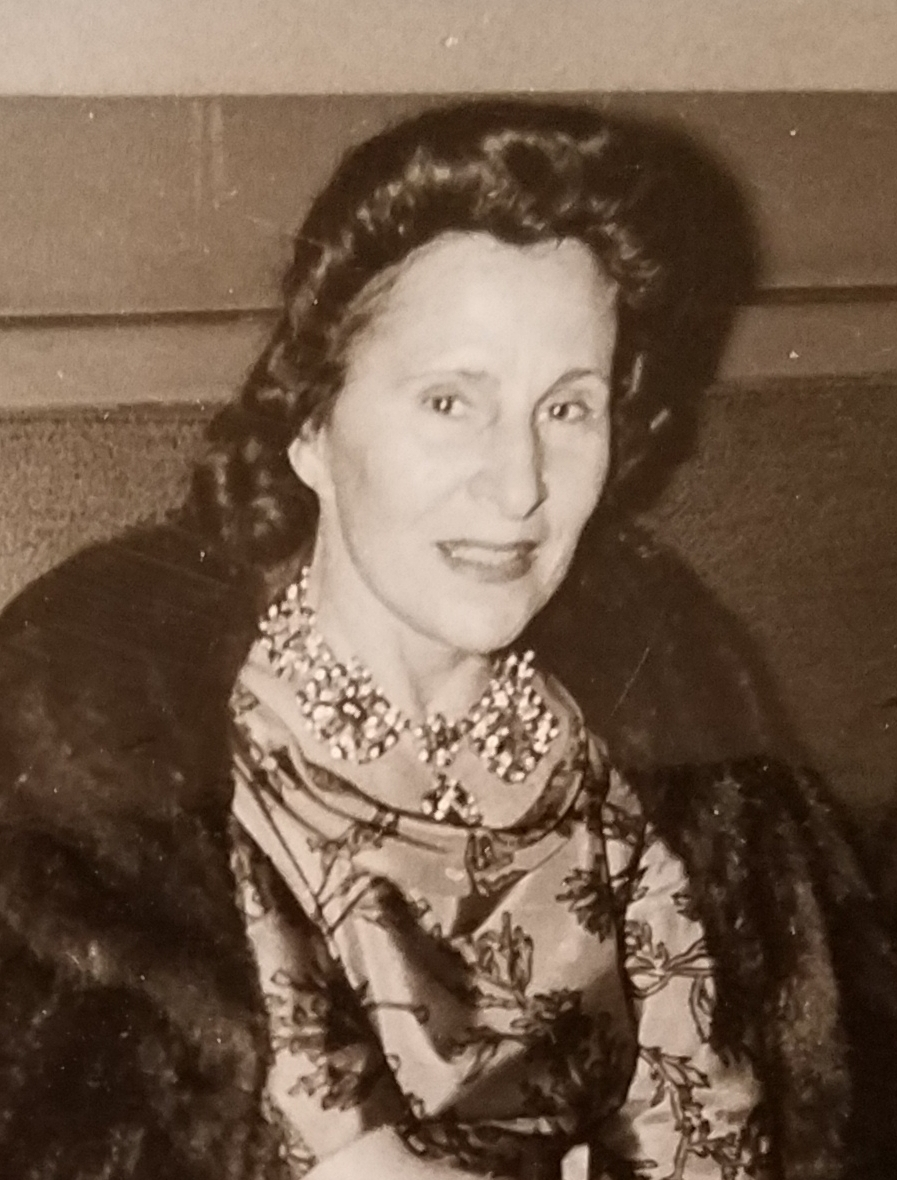
Gala Éluard Dalí (* 1894)

- 1894: Gala Éluard Dalí, russisch-spanische Künstlermuse, Ehefrau von Paul Éluard und Salvador Dalí
- 1895: Brian Horrocks, britischer General
- 1896: Georg Schäfer, deutscher Industrieller
- 1896: Johannes Schubert, deutscher Tibetologe
- 1897: Herbert A. E. Böhme, deutscher Schauspieler
- 1898: Jitzchak Kadouri, israelischer Rabbi
- 1898: Theodor Lohrmann, deutscher Fußballspieler
- 1899: Wladislaw Konstantinowitsch Gribowski, sowjetischer Pilot und Flugzeugkonstrukteur
- 1899: Emilio de la Forest de Divonne, italienischer Jurist, Politiker und Sportfunktionär
- 1899: Isidore Soucy, kanadischer Fiddlespieler und Komponist
- 1900: Taylor Caldwell, US-amerikanische Schriftstellerin
- 1900: Robert Girod, französischer Automobilrennfahrer

### 20. Jahrhundert

#### 1901–1925
- 1901: Jarmila Glazarová, tschechische Schriftstellerin
- 1902: Ludwig Böck, deutscher Skisportler
- 1903: Nino Bolzoni, italienischer Ruderer
- 1903: Adolph Giesl-Gieslingen, österreichischer Lokomotivkonstrukteur und Techniker
- 1903: Margaret Landon, US-amerikanische Schriftstellerin
- 1904: Daniel Prenn, deutscher Tennis- und Tischtennisspieler
- 1904: Friedrich Press, deutscher Bildhauer, Maler und Kirchenraumgestalter

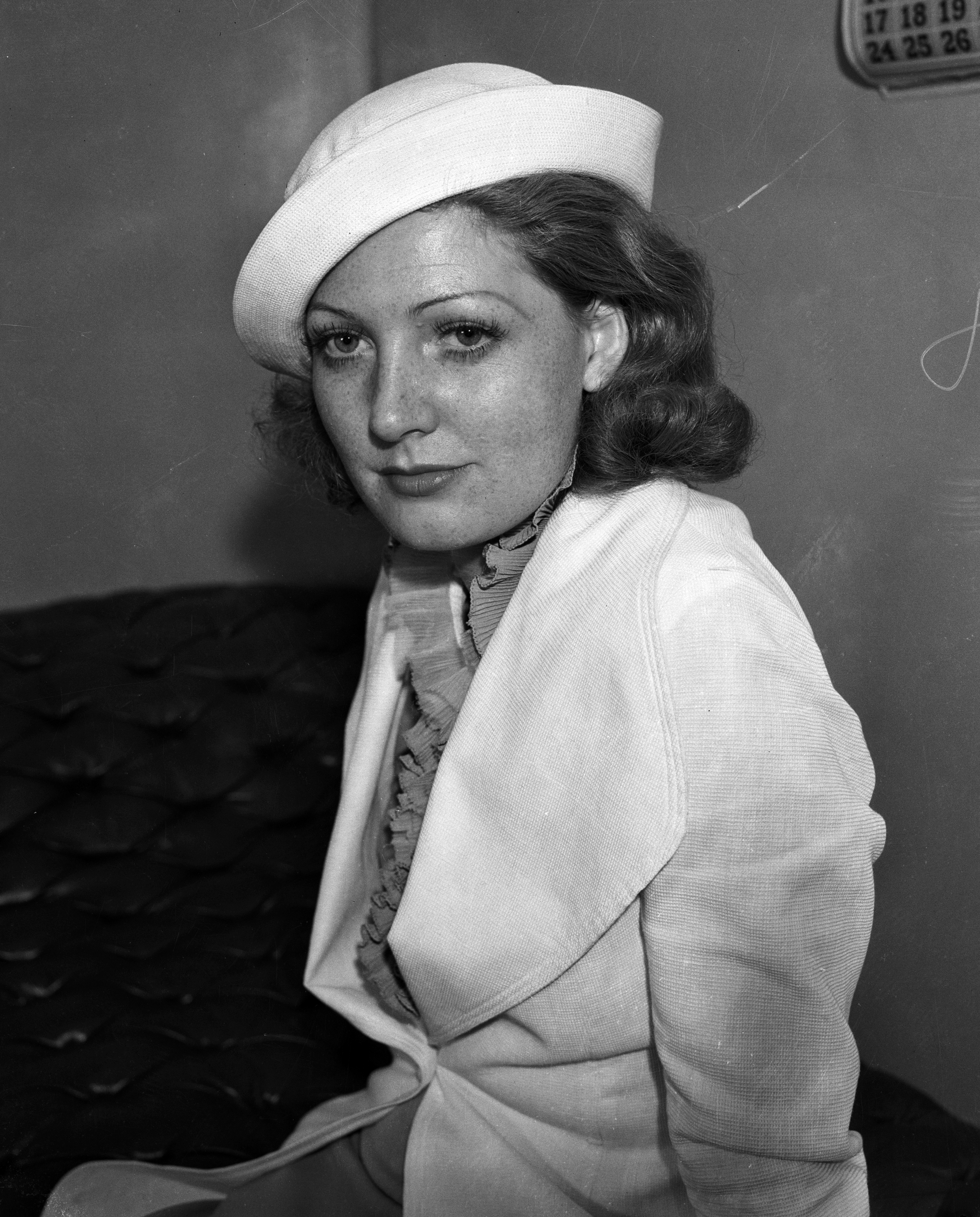
Merna Kennedy (* 1908)

- 1905: Mike Couper, britischer Automobilrennfahrer
- 1905: Rogelio Martínez Díaz, kubanischer Gitarrist, Sänger und Bandleader
- 1905: Karl Schröter, deutscher Mathematiker und Logiker
- 1906: Marcel Constans, französischer Automobilrennfahrer
- 1906: Philip Herschkowitz, rumänisch-österreichisch-russischer Komponist und Musiktheoretiker
- 1907: Olle Källgren, schwedischer Fußballspieler
- 1907: Nenad Petrović, kroatischer Schachkomponist
- 1907: Ahmed Adnan Saygun, türkischer Komponist
- 1908: Paul Brown, US-amerikanischer American-Football-Trainer
- 1908: Hasan Balyuzi, persischer Bahai-Gelehrter
- 1908: Michael Ellis DeBakey, US-amerikanischer Herzchirurg
- 1908: Merna Kennedy, US-amerikanische Schauspielerin

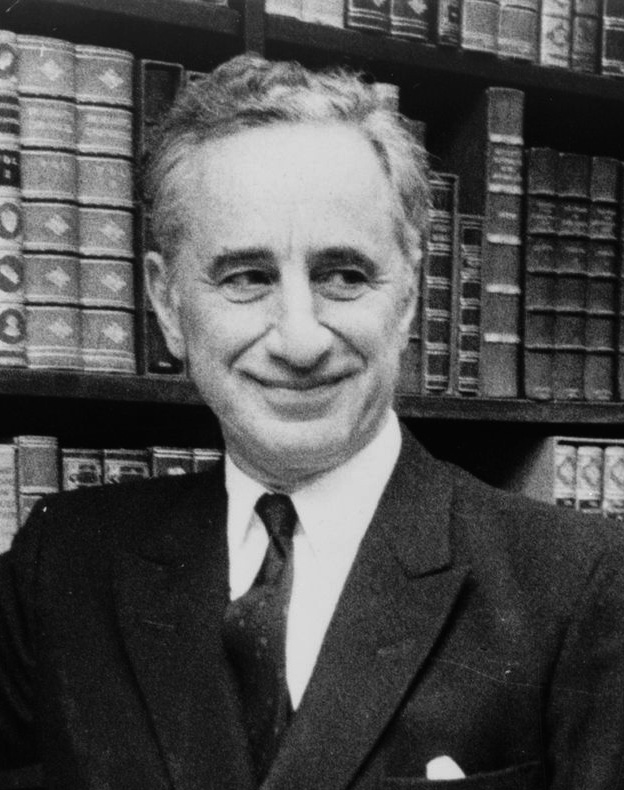
Elia Kazan (* 1909)

- 1909: Elia Kazan, US-amerikanischer Regisseur und Schriftsteller
- 1909: Friedrich Scherfke, polnischer Fußballspieler
- 1909: Kurt A. Körber, deutscher Industrieller, Begründer der Kurt-A.-Körber-Stiftung
- 1910: Jack Shea, US-amerikanischer Eisschnellläufer
- 1911: Henri de France, französischer Ingenieur, entwickelte das SECAM-Farbfernsehsystem
- 1911: Todor Schiwkow, bulgarischer Politiker, Ministerpräsident, Staatsratsvorsitzender
- 1912: Alan Mills, kanadischer Sänger, Schauspieler und Autor
- 1912: David Packard, US-amerikanischer Unternehmer, Mitbegründer der Firma Hewlett-Packard
- 1913: Villem Kapp, estnischer Komponist
- 1913: Anthony Quayle, britischer Film- und Theaterschauspieler sowie Schriftsteller
- 1914: Thomas Viktor Adolph, deutscher Journalist
- 1914ː Maria José Marques da Silva, portugiesische Architektin
- 1914: James Van Allen, US-amerikanischer Physiker

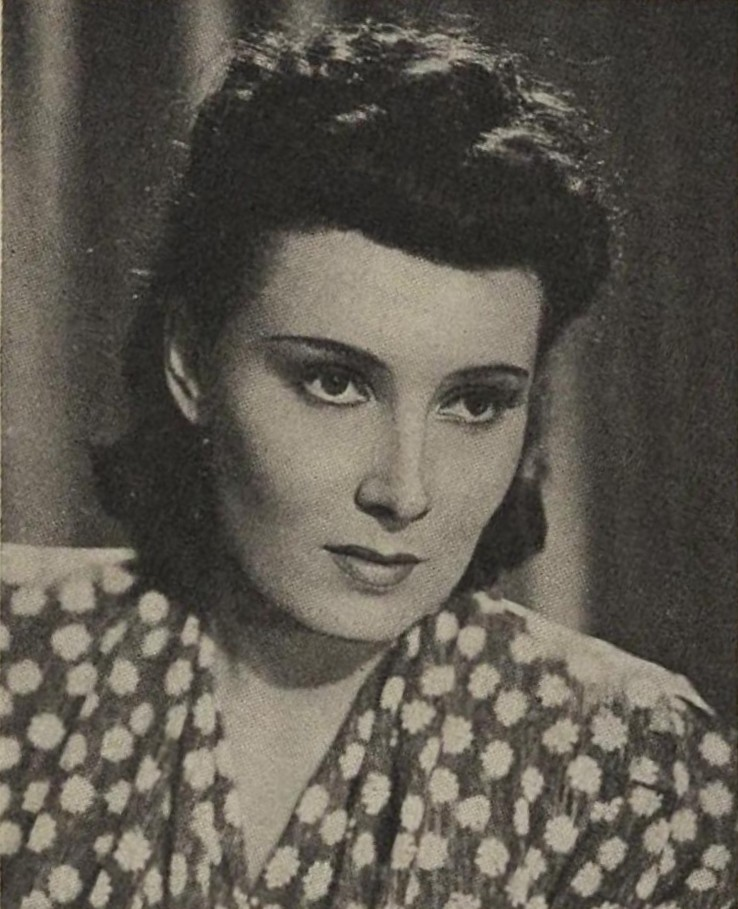
Lída Baarová (* 1914)

- 1914: Lída Baarová, tschechische Schauspielerin und Geliebte von Joseph Goebbels
- 1915: Itō Kiyoshi, japanischer Mathematiker
- 1915: Mario Pretto, italienischer Fußballspieler und -trainer
- 1916ː Käthe Menzel-Jordan, deutsche Architektin und Denkmalpflegerin
- 1917: Jenny Aloni, deutsch-israelische Schriftstellerin
- 1917: John W. Cornforth, australischer Chemiker, Nobelpreisträger
- 1918: Horst Katzor, deutscher Ingenieur und Politiker, Oberbürgermeister von Essen
- 1918: Jorge E. Illueca, panamaischer Politiker und Diplomat, Staatspräsident
- 1919: Andreas Maurer, österreichischer Politiker, Landeshauptmann von Niederösterreich
- 1919: Michael Guttenbrunner, österreichischer Dichter und Schriftsteller
- 1920: Kurt Leimer, deutscher Pianist, Komponist und Klavierpädagoge
- 1920: Román Peña, dominikanischer Komponist, Geiger und Gitarrist
- 1922: Peter Wapnewski, deutscher Germanist
- 1923: Eduard Arkadjewitsch Assadow, russischer Dichter und Prosaist
- 1923: Peter Lawford, britischer Schauspieler
- 1924: Daniel Inouye, US-amerikanischer Politiker, Senator für Hawaii
- 1925: Laura Ashley, walisische Designerin

#### 1926–1950
- 1926: Juan Ángel Belda Dardiñá, spanischer Jurist, Priester und Theologe, Bischof von Jaca, Bischof von León
- 1926: Erich Juskowiak, deutscher Fußballspieler
- 1926: Josef Holub, deutscher Kinder- und Jugendbuchautor
- 1927: Sigisbert Kraft, deutscher altkatholischer Bischof
- 1927: Wysel Gyr, Schweizer Fernsehredakteur und -moderator

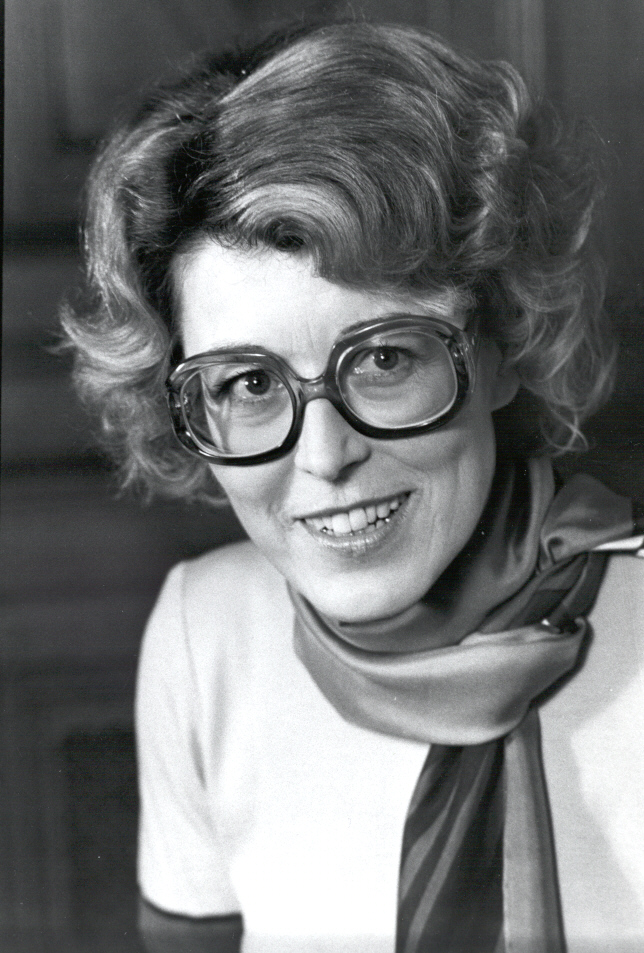
Lilian Uchtenhagen (* 1928)

- 1928: Lilian Uchtenhagen, Schweizer Politikerin
- 1928: Walter Rudi Wand, deutscher Jurist, Richter des Bundesverfassungsgerichts
- 1929: Johannes Lehmann, deutscher Journalist und Sachbuchautor
- 1930: Julio Abbadie, uruguayischer Fußballspieler
- 1930: Baudouin I., König von Belgien
- 1930: Karl Reger, Weihbischof im Bistum Aachen
- 1930: Roland Aboujaoudé, libanesischer Bischof
- 1930: Sonny Rollins, US-amerikanischer Tenorsaxophonist
- 1931: Charles Camilleri, maltesischer Komponist
- 1931: Bruce Reynolds, englischer Posträuber
- 1932: Otto Ammermann, deutscher Vielseitigkeitsreiter
- 1933: Tomoko Ohta, japanische Molekularbiologin
- 1934: Little Milton, US-amerikanischer Musiker und Sänger
- 1934: Mary Bauermeister, deutsche Künstlerin
- 1934: Waldo de los Ríos, argentinischer Pianist, Orchesterleiter, Arrangeur und Komponist
- 1935: Abdou Diouf, senegalesischer Politiker, Staatspräsident
- 1935ː Inge Gürtzig, deutsche Illustratorin, Grafikerin und Kinderbuchautorin
- 1935: Guðrún Helgadóttir, isländische Kinderbuchautorin und Politikerin
- 1935: Pedro Manfredini, argentinischer Fußballspieler

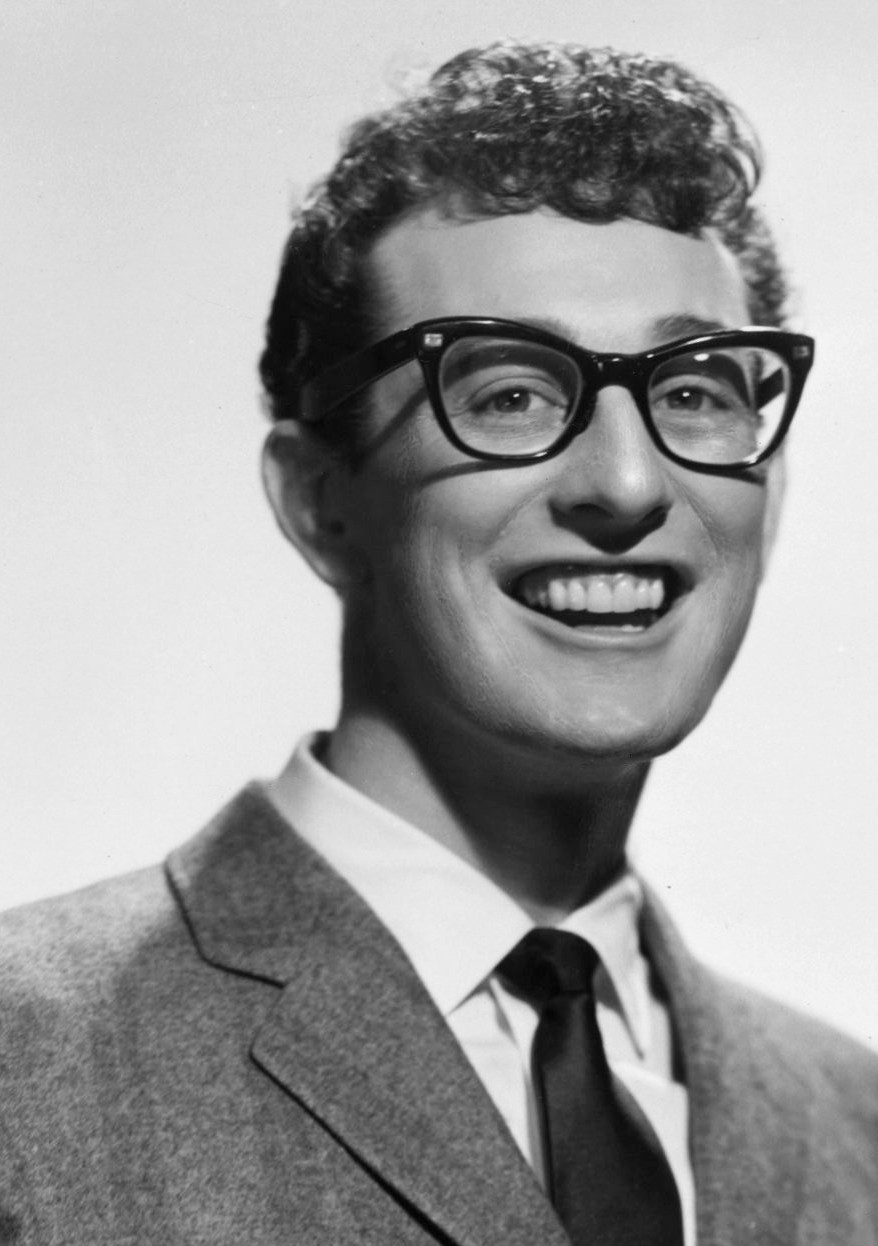
Buddy Holly (* 1936)

- 1936ː Helga de Alvear, deutsche Kunstsammlerin, Galeristin und Kuratorin
- 1936: Buddy Holly, US-amerikanischer Rock-’n’-Roll-Musiker und Komponist
- 1936: Romualds Kalsons, lettischer Komponist und Dirigent
- 1937: Birgit Breuel, deutsche Politikerin
- 1937: Erwin Josef Ender, deutscher Erzbischof der römisch-katholischen Kirche und vatikanischer Diplomat
- 1937: Gert Pinkernell, deutscher Romanist und Literaturwissenschaftler
- 1937: John Phillip Law, US-amerikanischer Schauspieler
- 1937: Oleg Iwanowitsch Lobow, russischer Politiker, Ministerpräsident
- 1938: Milena Dvorská, tschechische Schauspielerin
- 1939: Donnie Allison, US-amerikanischer Automobilrennfahrer
- 1939: Christine Bergmann, deutsche Politikerin, Bundesministerin
- 1940: Dario Argento, italienischer Film-Regisseur und Drehbuchautor
- 1940: Michel Jacot, deutscher Schauspieler
- 1941: Friedrich Niewöhner, deutscher Philosoph
- 1942: Cornelius Kolig, österreichischer Maler
- 1942: Peter Meyer, deutscher Fußballspieler

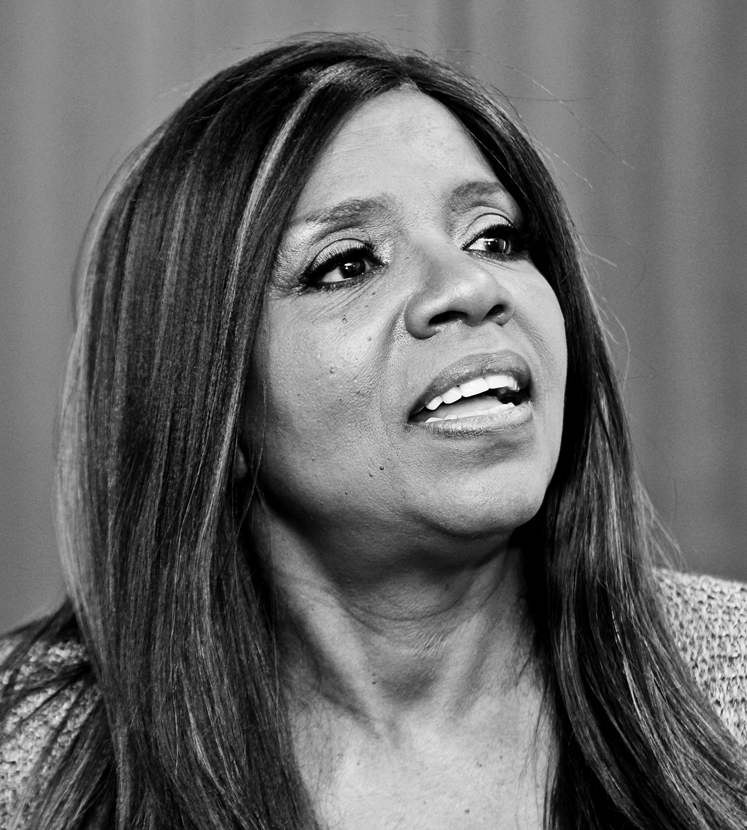
Gloria Gaynor (* 1943)

- 1943: Gloria Gaynor, US-amerikanische Sängerin
- 1943: Lena Valaitis, deutsche Schlagersängerin
- 1944: Bertel Haarder, dänischer Politiker
- 1944: Bora Milutinović, serbischer Fußballspieler und -trainer
- 1945: Forrest Blue, US-amerikanischer American-Football-Spieler
- 1946: Massimo Fecchi, italienischer Comiczeichner
- 1946: Dirk Roßmann, deutscher Unternehmer, Gründer der Drogeriemarktkette Rossmann
- 1946: Paul Riniker, Schweizer Dokumentarfilmer
- 1946: Francisco J. Varela, chilenischer Biologe und Neurowissenschaftler
- 1947: Tony Bongiovi, US-amerikanischer Toningenieur und Plattenproduzent
- 1948: Friedmar Apel, deutscher Literaturwissenschaftler und Germanist
- 1949: Barry Siegel, US-amerikanischer Inlandskorrespondent der Los Angeles Times
- 1950: Julie Kavner, US-amerikanische Schauspielerin

#### 1951–1975

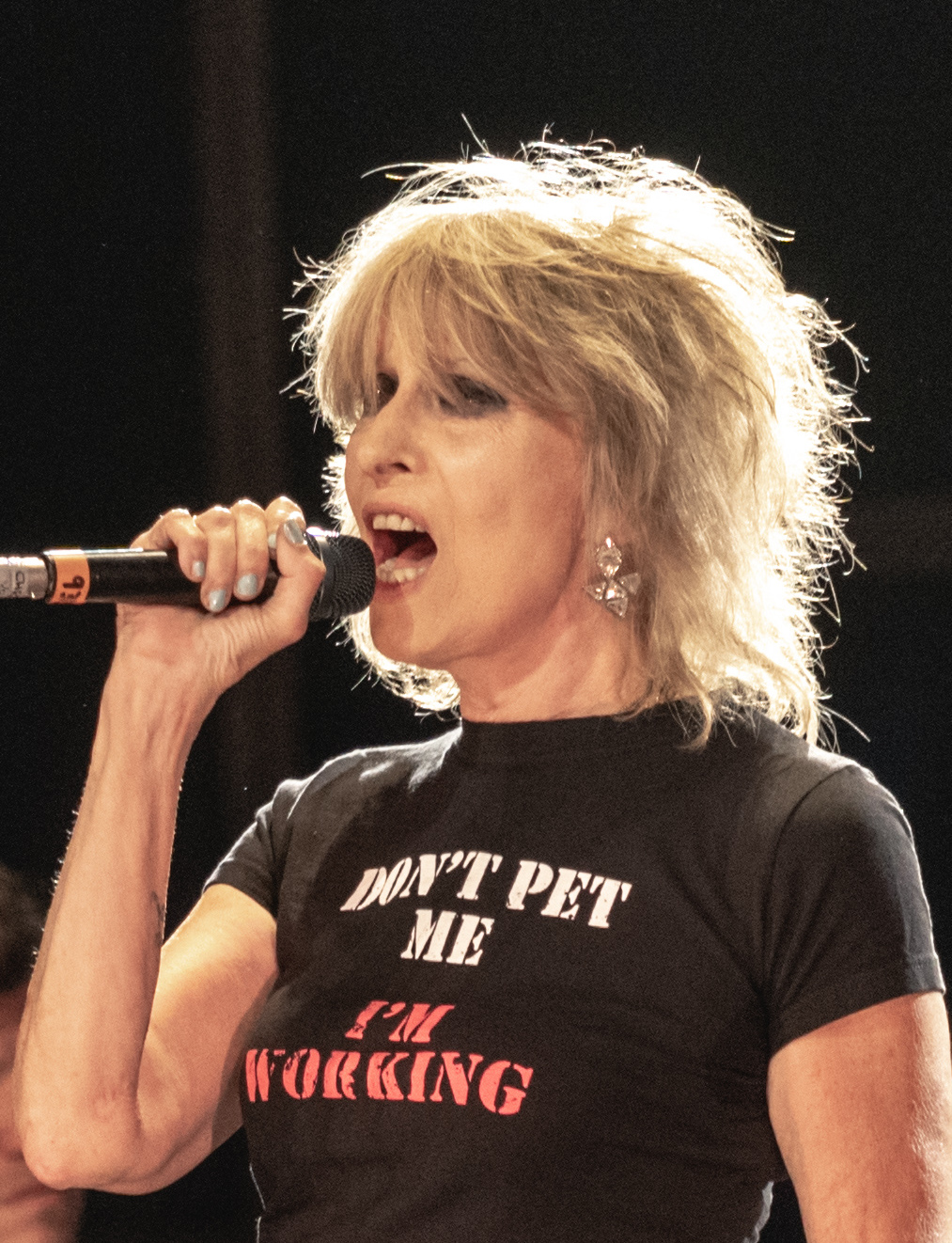
Chrissie Hynde (* 1951)

- 1951: Chrissie Hynde, US-amerikanische Musikerin, Sängerin, und Songschreiberin
- 1951: Mark Isham, US-amerikanischer Komponist für Filmmusik
- 1952: Milan Orlowski, tschechischer Tischtennisspieler
- 1952: Ricardo Tormo, spanischer Motorradrennfahrer
- 1952: Peter-Jan Wagemans, niederländischer Komponist
- 1953: Ami Aspelund, schwedische Sängerin
- 1953: Dave King, US-amerikanischer Musiker
- 1954: Stéphane Abrial, französischer General
- 1954: Corbin Bernsen, US-amerikanischer Schauspieler
- 1955: Efim Zelmanov, russischer Mathematiker

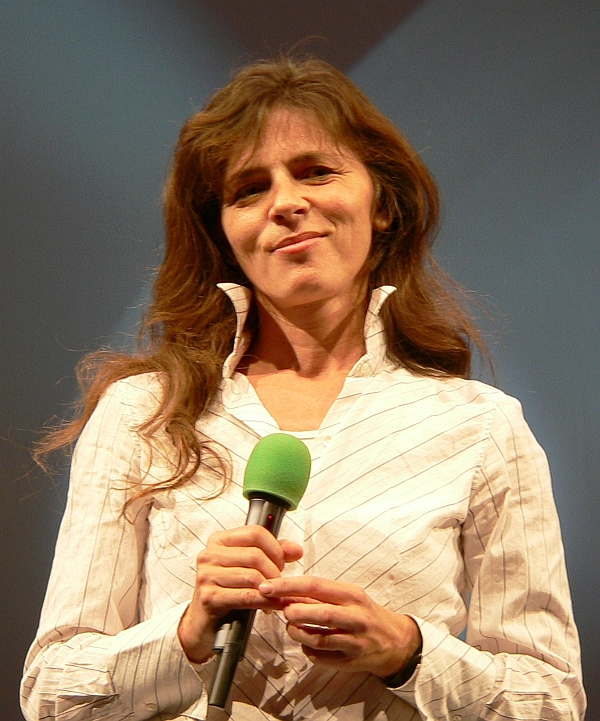
Mira Furlan (* 1955)

- 1955: Mira Furlan, kroatische Schauspielerin
- 1956: Diane Warren, US-amerikanische Komponistin
- 1957: Anders Jormin, schwedischer Jazz-Bassist, Bandleader und Komponist
- 1957: Jermaine Stewart, US-amerikanischer Sänger
- 1957: Rolf Wallin, norwegischer Komponist
- 1958: Goran Hadžić, serbischer Politiker
- 1958: Wiktar Hantschar, belarussischer Politiker
- 1959: Alfreð Gíslason, isländischer Handballtrainer
- 1959: Jürgen Willkomm, deutscher Fußballspieler
- 1960: Stephan Kuhnert, deutscher Fußballspieler
- 1960: Igor Iwanowitsch Setschin, russischer Politiker und Manager
- 1961: Eva Grimaldi, italienische Schauspielerin
- 1961: Jochen Horst, deutscher Schauspieler
- 1962: Neerja Bhanot, indische Flugbegleiterin und Model
- 1963: Stefan Barta, deutscher Sachbuchautor

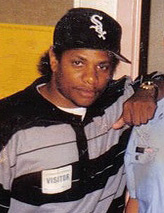
Eazy-E (* 1964)

- 1964: Eazy-E, US-amerikanischer Rapper
- 1964: Andy Hug, Schweizer Kampfsportler
- 1964: Andrine Sæther, norwegische Schauspielerin
- 1965: Bruce Armstrong, US-amerikanischer American-Football-Spieler
- 1965: Sue Austin, britische Multimedia-, Performance- und Installationskünstlerin
- 1965: Angela Gheorghiu, rumänische Opernsängerin
- 1965: Jörg Pilawa, deutscher Fernsehmoderator
- 1965: Uta Pippig, deutsche Leichtathletin
- 1965: Andreas Thom, deutscher Fußballspieler und -trainer
- 1966: Gunda Niemann-Stirnemann, deutsche Eisschnellläuferin
- 1966: Lutz Heilmann, deutscher Politiker
- 1966: Move D, deutscher Produzent und DJ

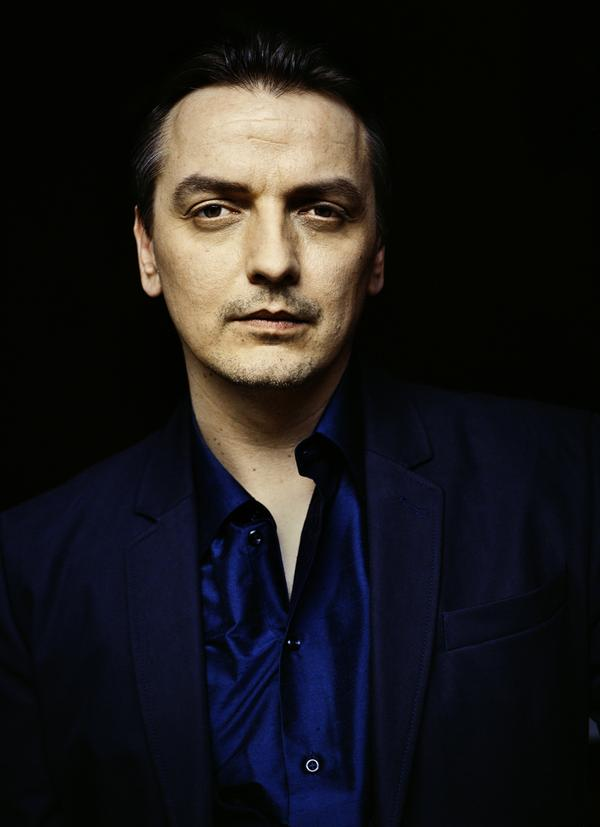
Peter Heppner (* 1967)

- 1967: Peter Heppner, deutscher Sänger
- 1967: Toby Jones, britischer Schauspieler
- 1967: Susan Stahnke, deutsche Fernsehmoderatorin und Schauspielerin
- 1967: Natalia Wörner, deutsche Schauspielerin
- 1968: Marcel Desailly, französischer Fußballspieler
- 1969: Angie Everhart, US-amerikanische Schauspielerin
- 1969: Rudy Galindo, US-amerikanischer Eiskunstläufer
- 1970: Giovane Gávio, brasilianischer Volleyball- und Beachvolleyballspieler
- 1970: Tom Everett Scott, US-amerikanischer Schauspieler
- 1970: Maximilian Steinbeis, deutscher Schriftsteller
- 1971: Kjersti Grini, norwegische Handballspielerin und -trainerin
- 1971: Caroline Peters, deutsche Schauspielerin
- 1972: Markus Münch, deutscher Fußballspieler

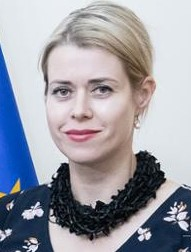
Weranika Zepkala (* 1972)

- 1972: Weranika Zepkala, belarussische Bürgerrechtlerin
- 1973: Christian Carey, US-amerikanischer Komponist, Musikwissenschaftler und Musikpädagoge
- 1973: Shannon Elizabeth, US-amerikanische Schauspielerin
- 1973: Catarina Martins, portugiesische Schauspielerin und Politikerin
- 1974: Mario Frick, Fußballspieler aus Liechtenstein
- 1974: Shirin Valentine, deutsche Musikproduzentin, Journalistin und Moderatorin
- 1975: Norick Abe, japanischer Motorradrennfahrer
- 1975: Harold Wallace, costa-ricanischer Fußballspieler

#### 1976–2000
- 1976: Steve Fitzsimmons, australischer Fußballspieler
- 1976: Francesc Ramírez, andorranischer Fußballspieler

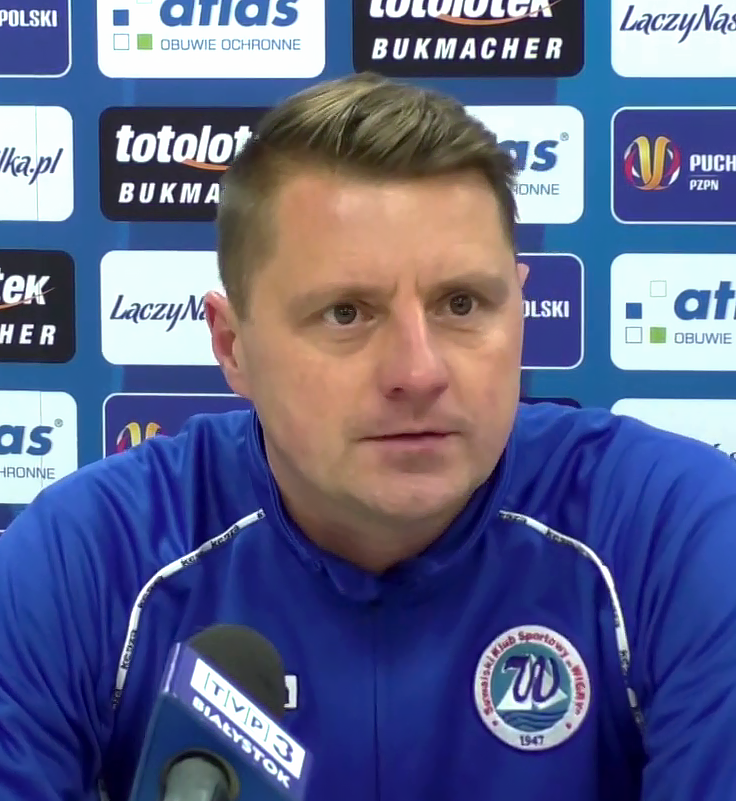
Ariel Jakubowski (* 1977)

- 1977: Ariel Jakubowski, polnischer Fußballspieler
- 1978: Devon Sawa, kanadischer Filmschauspieler
- 1978: Erwin Koen, niederländischer Fußballspieler
- 1979: Corinne Imlig, Schweizer Skirennläuferin
- 1979: Owen Pallett, kanadischer Violinist und Sänger
- 1980: Emre Belözoğlu, türkischer Fußballspieler
- 1980: Sara Carrigan, australische Radrennfahrerin
- 1980: Dayan Kodua, deutsche Schauspielerin
- 1980: Eduard Lewandowski, deutscher Eishockeyspieler
- 1980: Gabriel Milito, argentinischer Fußballspieler
- 1980: Javad Nekounam, iranischer Fußballspieler
- 1980: Rikke Skov, dänische Handballspielerin
- 1981: Daniel Graf, deutscher Biathlet

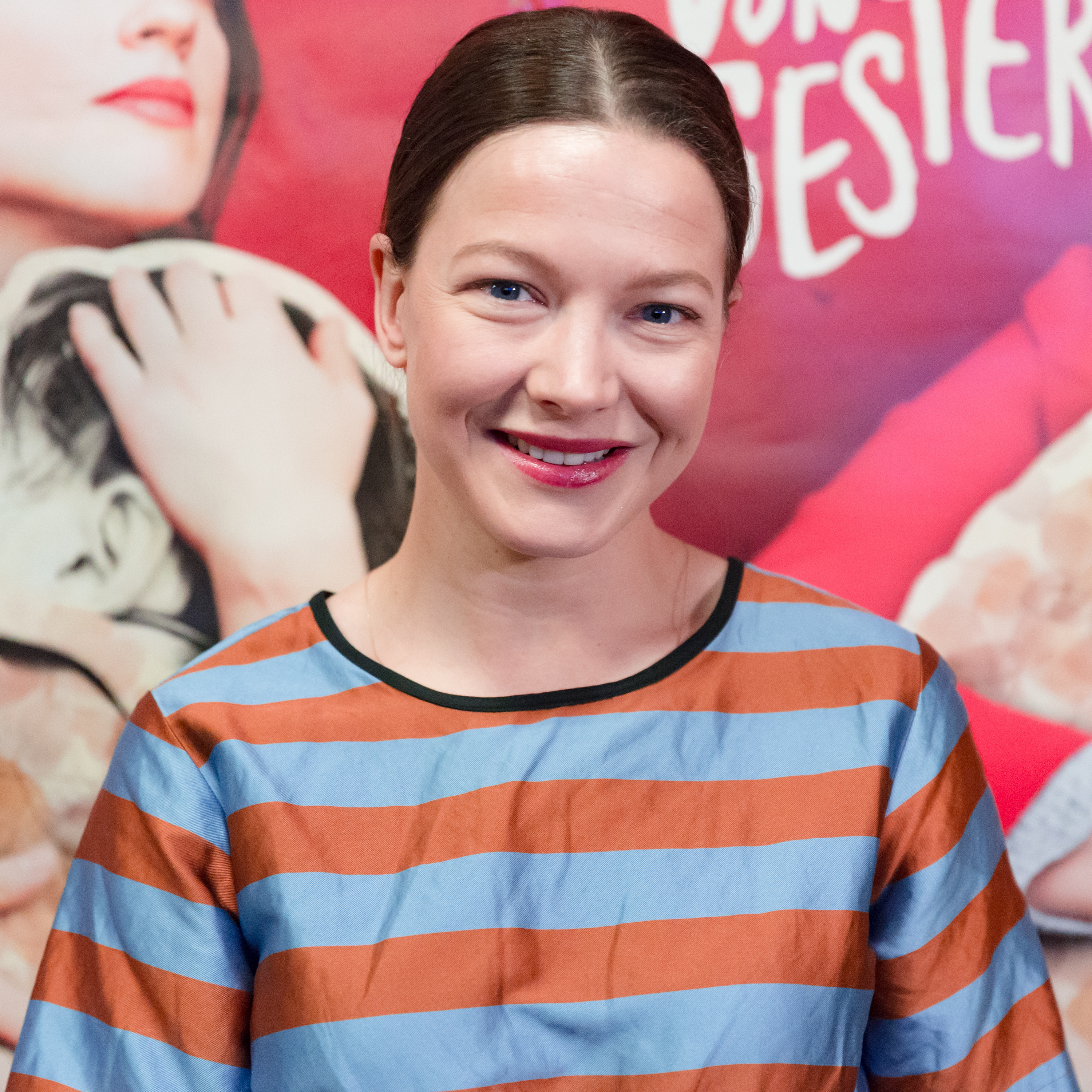
Hannah Herzsprung (* 1981)

- 1981: Hannah Herzsprung, deutsche Schauspielerin
- 1981: Gregor Lorger, slowenischer Handballspieler
- 1981: Dominique van Hulst, niederländische Sängerin
- 1982: Sascha Detlof, deutscher Handballspieler
- 1982: Heike Fischer, deutsche Wasserspringerin
- 1983: Andre Dirrell, US-amerikanischer Boxer
- 1983: Annette Dytrt, deutsche Eiskunstläuferin
- 1983: Mehmet Topuz, türkischer Fußballspieler
- 1983: Philip Deignan, irischer Radrennfahrer
- 1984: João Miranda, brasilianischer Fußballspieler
- 1984: Wera Igorewna Swonarjowa, russische Tennisspielerin

- 1984: Kay One, deutscher Rapper

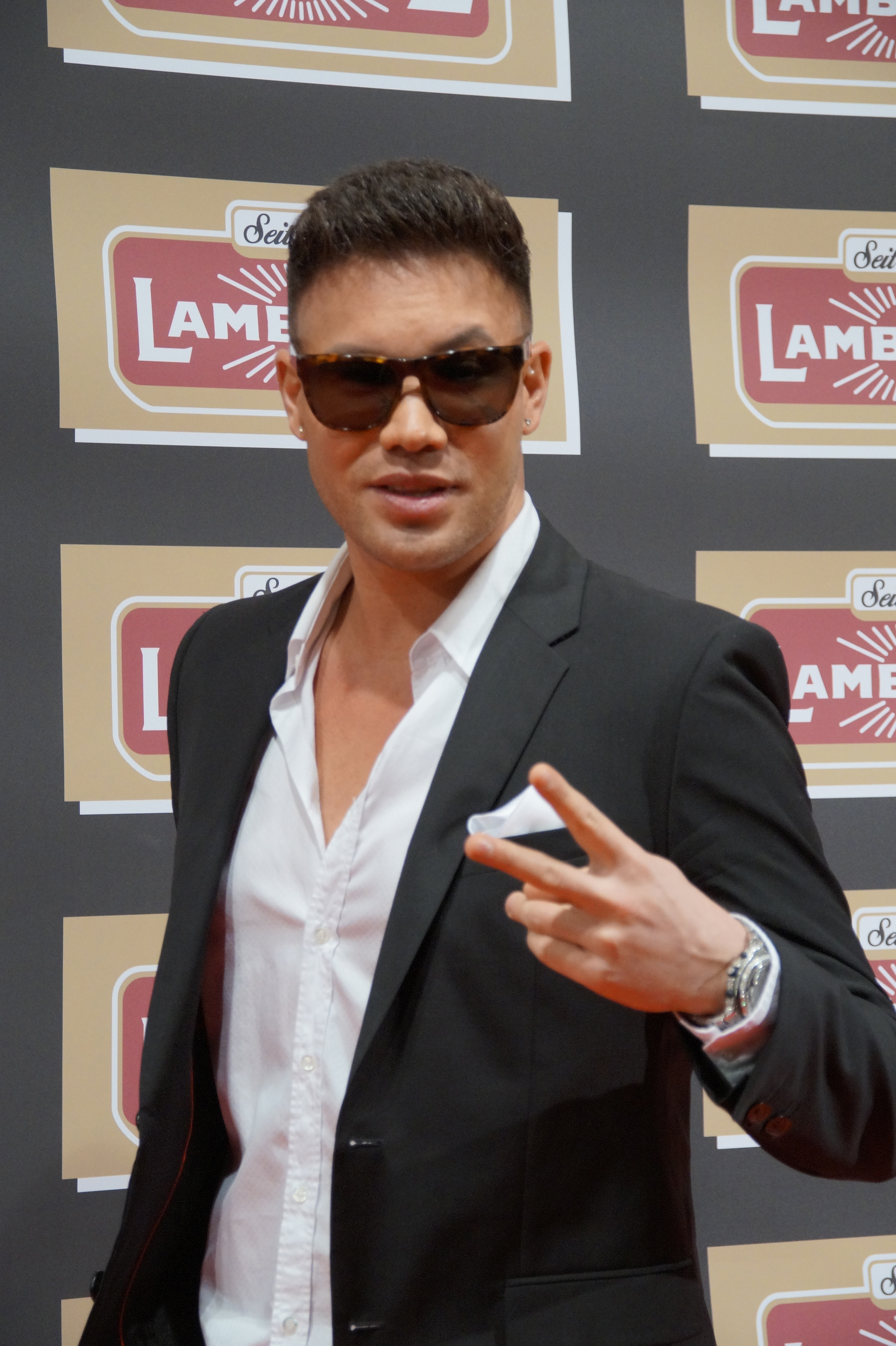
Kay One (* 1984)

- 1985: Alyssa Diaz, US-amerikanische Schauspielerin
- 1985: Rafinha, brasilianischer Fußballspieler
- 1986: Ebrahima Sawaneh, gambischer Fußballspieler
- 1986: Fanny Fischer, deutsche Kanutin
- 1986: Jen Hudak, US-amerikanische Freestyle-Skierin
- 1986: Denis Istomin, usbekischer Tennisspieler
- 1987: Aurea, portugiesische Sängerin und Songwriterin
- 1987: Alexander Kasprik, deutscher Schauspieler
- 1987: Robert Snodgrass, schottischer Fußballspieler
- 1987: Evan Rachel Wood, US-amerikanische Schauspielerin
- 1988: Kevin Love, US-amerikanischer Basketballspieler
- 1988: Iwan Samarin, russischer Automobilrennfahrer
- 1988: Shindy, deutscher Rapper
- 1988: David Schartner, österreichischer Fußballspieler
- 1989: Dominik Schmid, österreichischer Handballspieler

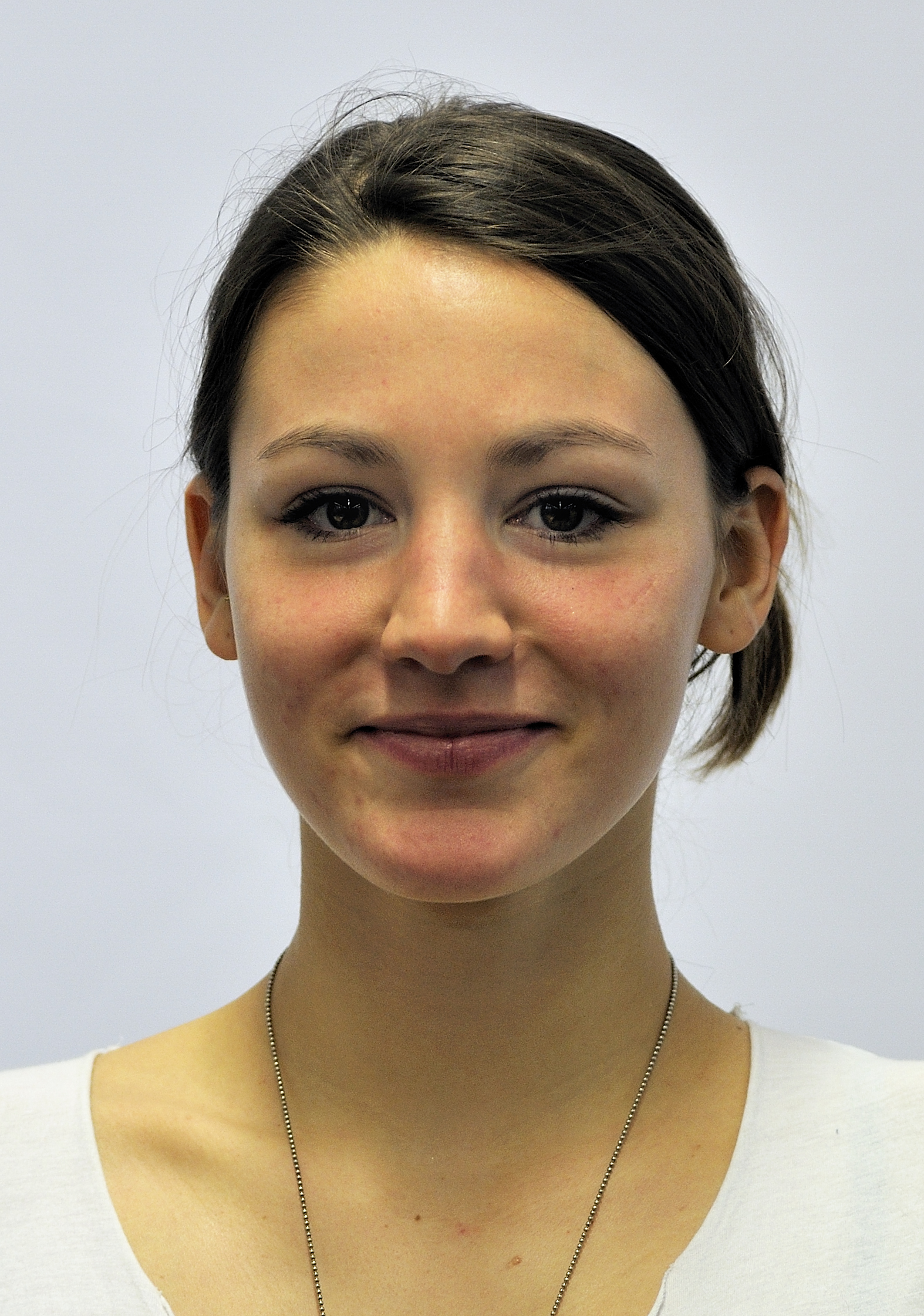
Tanja Kolbe (* 1990)

- 1990: Tanja Kolbe, deutsche Eiskunstläuferin
- 1990: Maximilian Schubert, deutscher Handballspieler
- 1992: Martin Hinteregger, österreichischer Fußballspieler
- 1992: Claudia Kalin, deutsche Fußballerin
- 1992: Sam Kendricks, US-amerikanischer Stabhochspringer
- 1992: Cooper MacNeil, US-amerikanischer Automobilrennfahrer
- 1993: Negah Amiri, deutsche Stand-up-Comedienne und Moderatorin
- 1993: Aria Nejati, deutscher Medienmacher
- 1996: Tomoya Gotō, japanischer Dartspieler
- 1996: Tim Skarke, deutscher Fußballspieler
- 1996: Natalja Uschkina, russisch-rumänische Biathletin
- 1997: Maja Hieke, deutsche Schauspielerin
- 1999: Gracie Abrams, US-amerikanische Sängerin
- 1999: Cameron Ocasio, US-amerikanischer Schauspieler

### 21. Jahrhundert
- 2001: Jason Dupasquier, Schweizer Motorradrennfahrer
- 2003: Sangay Tenzin, bhutanischer Schwimmer

## Gestorben

### Vor dem 15. Jahrhundert
- 0355: Silvanus, römischer Gegenkaiser

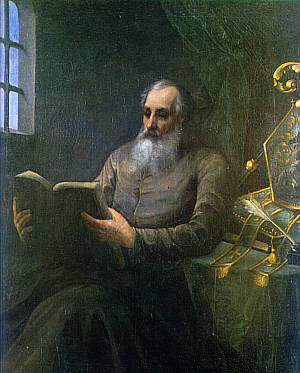
Isaak der Große († 439)

- 0439: Isaak der Große, Katholikos von Armenien
- 0560: Chlodoald, merowingischer Prinz, Heiliger
- 0701: Sergius I., Papst
- 0737: Fujiwara no Umakai, japanischer Staatsmann und Dichter
- 0949: Richowo, Bischof von Worms
- 0962: Gauzlin, Bischof von Toul
- 1101: Waldemar Carpenel, okzitanischer Kreuzritter und Herr von Haifa im Königreich Jerusalem
- 1134: Alfons I., König von Aragon
- 1151: Gottfried V. von Anjou, Graf von Anjou, Maine und der Touraine, Herzog der Normandie
- 1186: Johann II., Erzbischof von Nowgorod
- 1191: Jakob von Avesnes, französischer Adliger und Kreuzfahrer
- 1202: Wilhelm von Blois, Bischof von Chartres, Erzbischof von Sens und Reims und Kardinal
- 1217: Heinrich von Pettau, Bischof von Gurk
- 1239: Gerold von Jerusalem, Abt der Abtei Molesme und der Abtei Cluny, Bischof von Valence und Lateinischer Patriarch von Jerusalem
- 1288: Agnes von Dampierre, Herrin von Bourbon
- 1312: Ferdinand IV., König von Kastilien und León
- 1319: Bernhard von Gützkow, Graf von Gützkow
- 1322: Heinrich I., Fürst von Braunschweig-Grubenhagen
- 1349: Margarethe von Luxemburg, Königin von Ungarn und Kroatien
- 1354: Andrea Dandolo, Doge von Venedig
- 1362: Johanna, Prinzessin von England
- 1376: Jean III. de Grailly, französischer Militärführer
- 1394: Adolf III. von der Mark, Bischof und Regent der Grafschaft Mark
- 1399: Lisa von Lösnich, deutsche Adelige

### 15./16. Jahrhundert

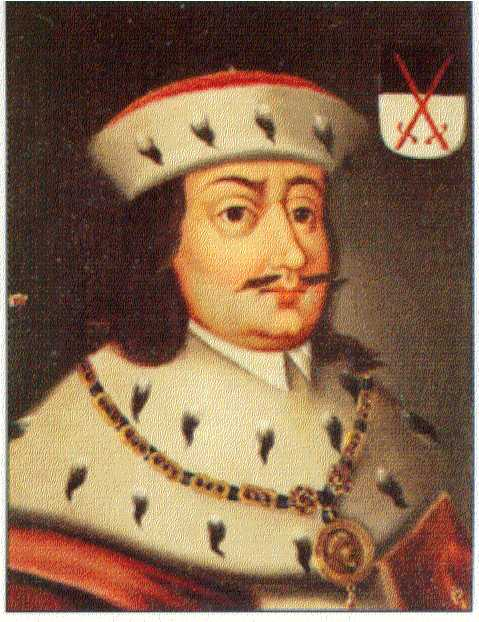
Friedrich II. († 1464)

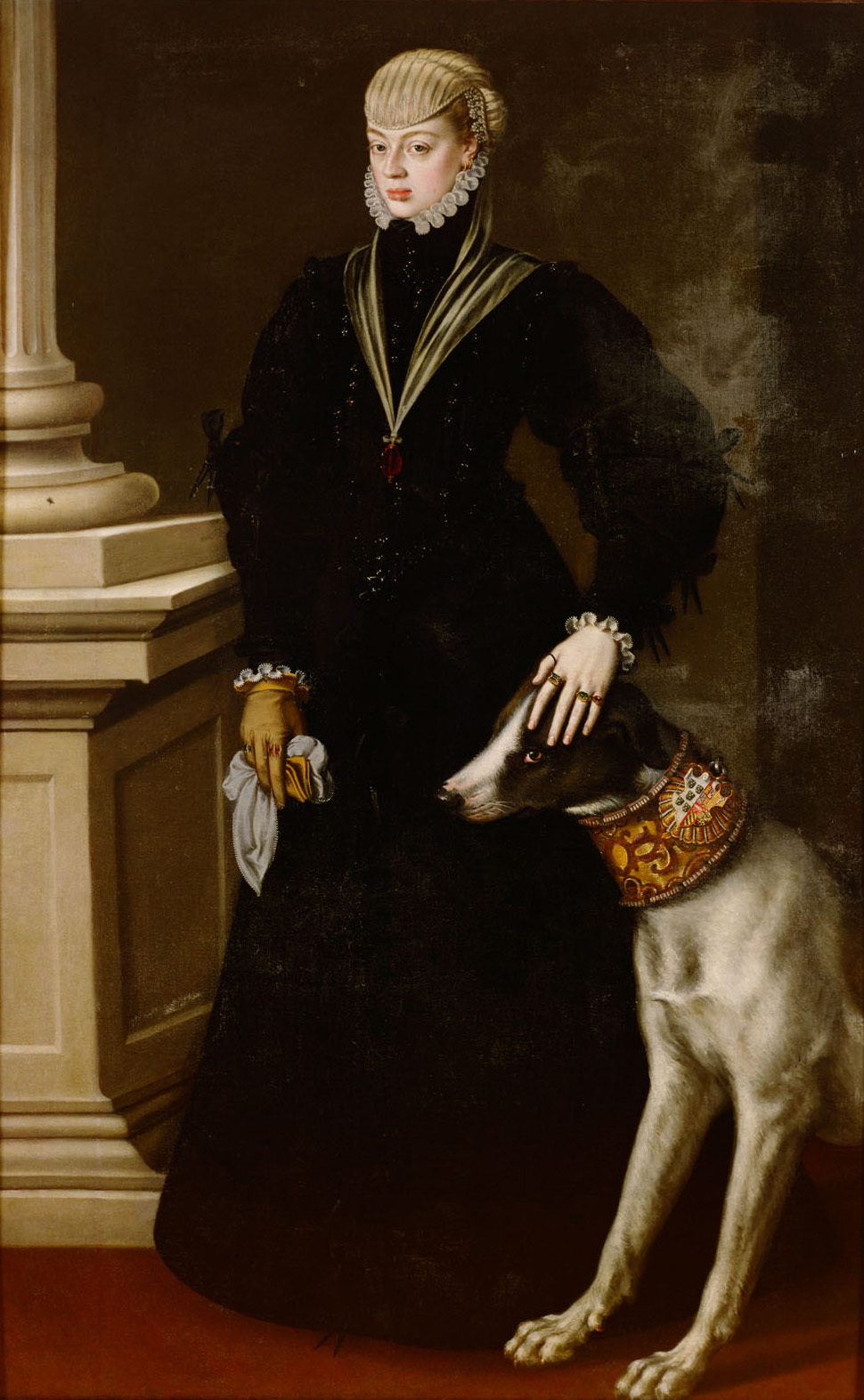
Johanna von Spanien († 1573)

- 1464: Friedrich II., Kurfürst von Sachsen
- 1464: Otto III., Herzog von Pommern-Stettin
- 1494: Johann II. von Glymes, niederländischer Adeliger
- 1503: Veit I. Truchseß von Pommersfelden, Fürstbischof des Hochstiftes von Bamberg
- 1510: Rudolf IV., Fürst von Anhalt-Bernburg
- 1525: Matthias Waibel, deutscher Theologe der Reformation und Märtyrer während der Bauernkriege
- 1534: Lazarus Spengler, deutscher Dichter geistlicher Lieder
- 1537: Nikolaus von Schönberg, Erzbischof von Capua und Kardinal
- 1550: Niccolò Tribolo, italienischer Bildhauer, Architekt und Gartengestalter
- 1559: Robert Estienne, französischer Drucker
- 1573: Johanna von Spanien, Kronprinzessin von Portugal
- 1577: Maria von Portugal, Erbprinzessin von Parma und Piacenza
- 1580: Nikolaus von Dornspach, Bürgermeister von Zittau
- 1591: Heinrich Sudermann, deutscher Jurist und erster Syndikus der Hanse

### 17./18. Jahrhundert
- 1625: Rombout Hogerbeets, niederländischer Staatsmann
- 1652: Patrick Young, schottischer Gelehrter
- 1659: Hans Jakob Zörnlin, Schweizer Offizier in fremden Diensten und Beamter
- 1680: Franz Jünger, Bürgermeister von Dresden

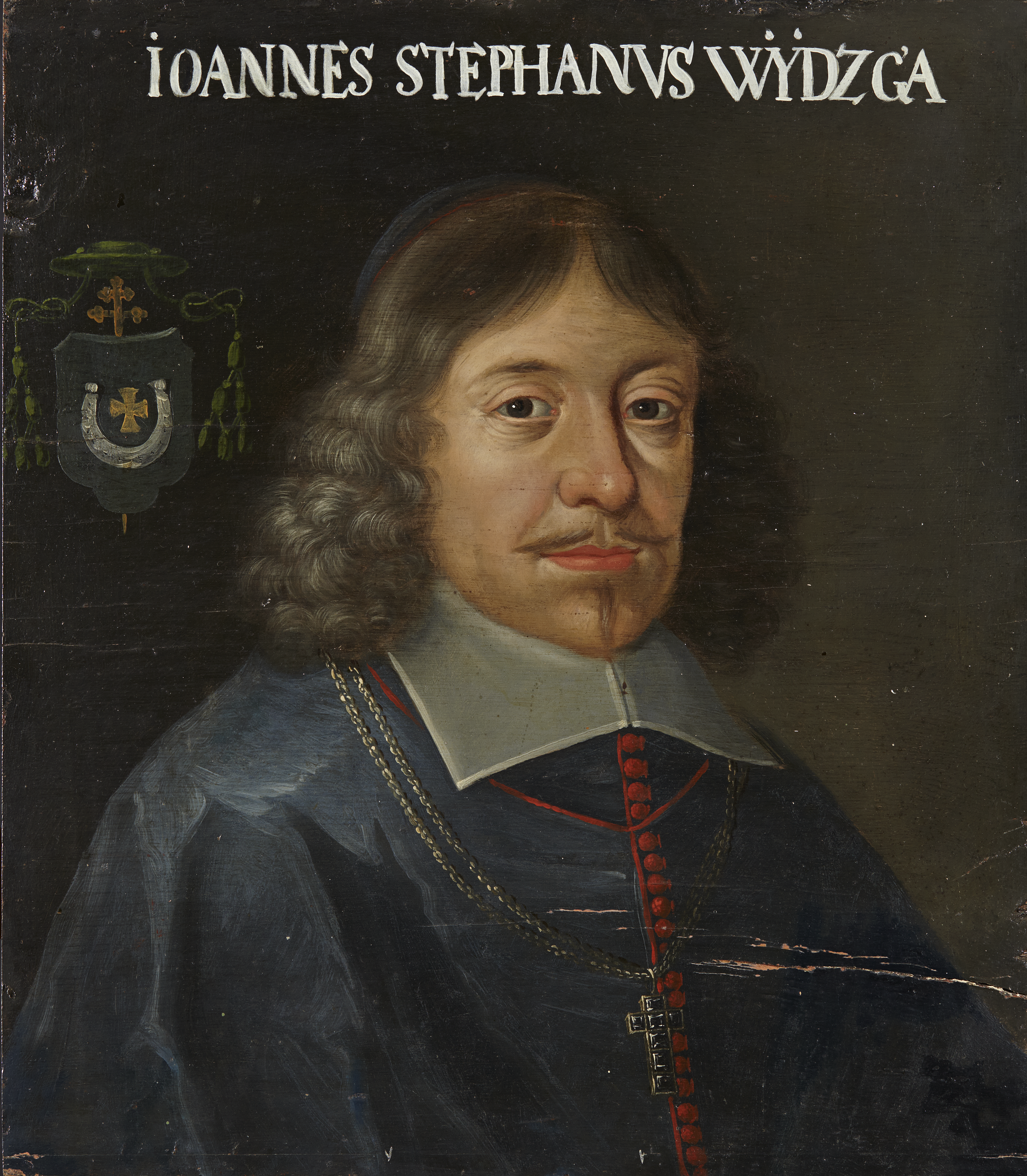
Johann Stephan Wydżga († 1685)

- 1685: Johann Stephan Wydżga, Bischof von Ermland, Erzbischof von Gnesen und Primas von Polen-Litauen
- 1687: Vincenzo Albrici, italienischer Komponist, Organist und Kapellmeister
- 1696: Paul Philipp Röber, deutscher lutherischer Theologe
- 1700: Joseph Blake, englischer Politiker; Gouverneur der Province of Carolina
- 1709: Gunno Eurelius Dahlstierna, schwedischer Landvermesser und Dichter
- 1712: Troels Arnkiel, deutscher Pastor und Altertumsforscher
- 1719: John Harris, britischer Geistlicher und Mathematiker
- 1721: Bernhard Friedrich Albinus, deutscher Mediziner
- 1722: Carl Graf von Ahlefeldt, deutscher Staatsmann, Lehnsgraf, Landrat
- 1722: Gerhard Wolter Molanus, evangelischer Abt des Klosters Loccum
- 1729: William Burnet, englischer Gouverneur verschiedener Provinzen in Amerika

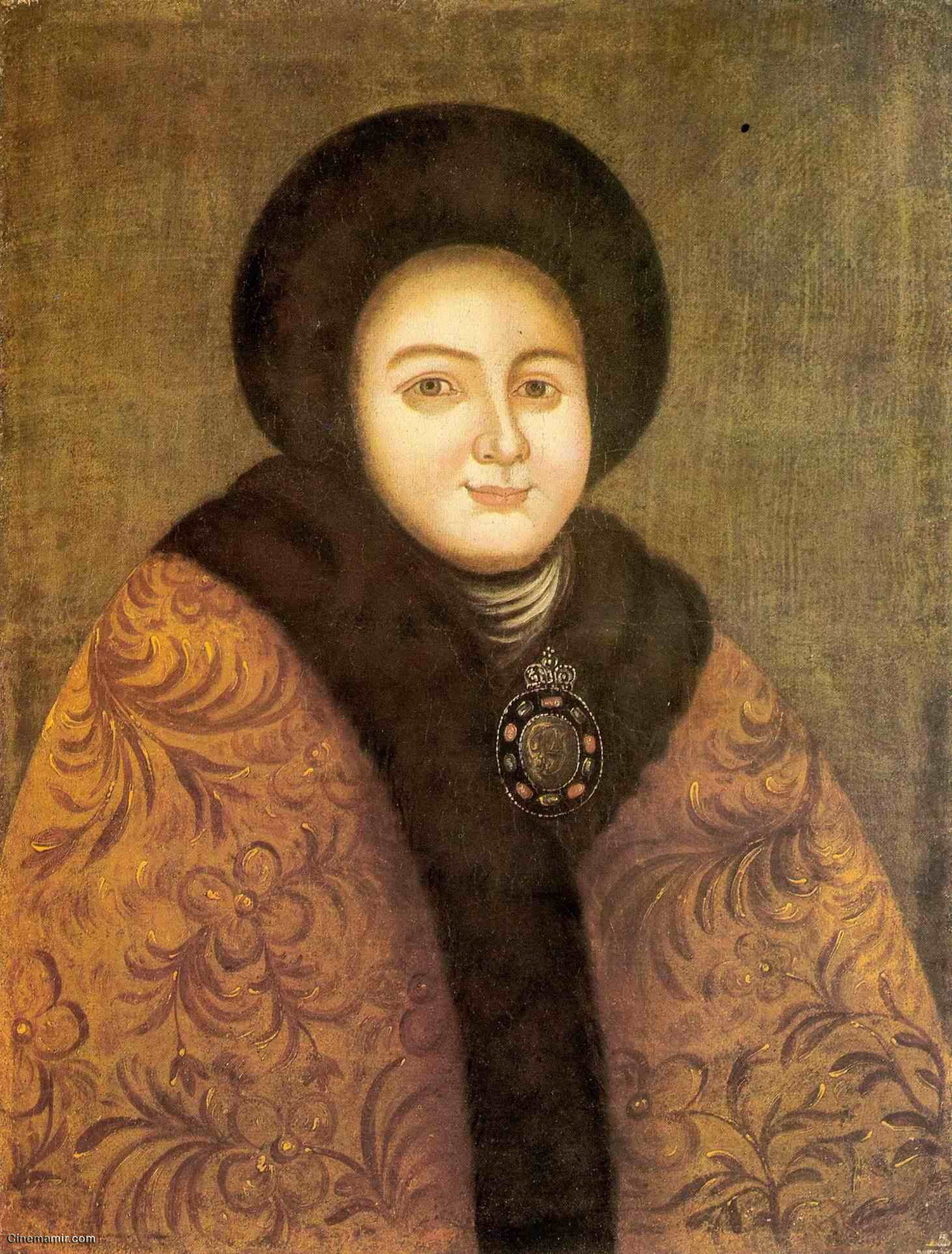
Jewdokija Lopuchina († 1731)

- 1731: Jewdokija Fjodorowna Lopuchina, erste Frau Peters I.
- 1741: Henry Desmarest, französischer Komponist
- 1741: Blas de Lezo, spanischer Generalleutnant der Flotte
- 1743: Johann Peter von Ludewig, Historiker
- 1744: Karl Friedrich, Fürst zu Fürstenberg
- 1745: Erdmann II. von Promnitz, sächsischer Minister im Kabinett Augusts des Starken
- 1749: Johann Jacob Heidegger, Schweizer Impresario
- 1753: Johann Ludwig Kübel, Bürgermeister von Heilbronn
- 1763: Georg Ludwig von Schleswig-Holstein-Gottorf, preußischer Generalleutnant und kaiserlich-russischer Generalfeldmarschall
- 1767: Christoph Friedrich Geiger, deutscher Jurist und Hochschullehrer
- 1779: John Armstrong, schottischer Arzt und Dichter
- 1784: Giovanni Antonio Cybei, italienischer Bildhauer
- 1798: Peter Frederik Suhm, norwegischer Historiker
- 1799: Jan Ingenhousz, holländischer Arzt und Botaniker

### 19. Jahrhundert
- 1801: Charlotte Amalie von Hessen-Philippsthal, Herzogin und Regentin von Sachsen-Meiningen
- 1801: Antoine de Sartine, französischer Politiker
- 1806: Johann Wilhelm Christian Brühl, deutscher Mediziner und Hochschullehrer
- 1807: Luise von Göchhausen, erste Hofdame der Herzogin Anna Amalie von Sachsen-Weimar-Eisenach
- 1809: Rama I., siamesischer König

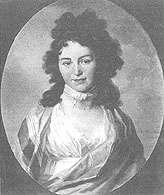
Caroline Schelling († 1809)

- 1809: Caroline Schelling, deutsche Schriftstellerin, femme de lettres
- 1812: Léonard Huard de Saint-Aubin, französischer General
- 1821: François-Pierre Savary, Schweizer Politiker
- 1826: Robert Wright, US-amerikanischer Politiker
- 1838: Johann Georg Heine, deutscher Orthopädiemechaniker und Arzt
- 1849: Mariano Paredes y Arrillaga, mexikanischer Staatspräsident und Offizier
- 1849: Johann Karl Heinrich von Zobel, deutscher Theologe
- 1850: Julius Minding, deutscher Arzt und Schriftsteller
- 1852: Marie Lafarge, französische Giftmörderin
- 1854: Jacques-François Ancelot, französischer Dramatiker und Bibliothekar

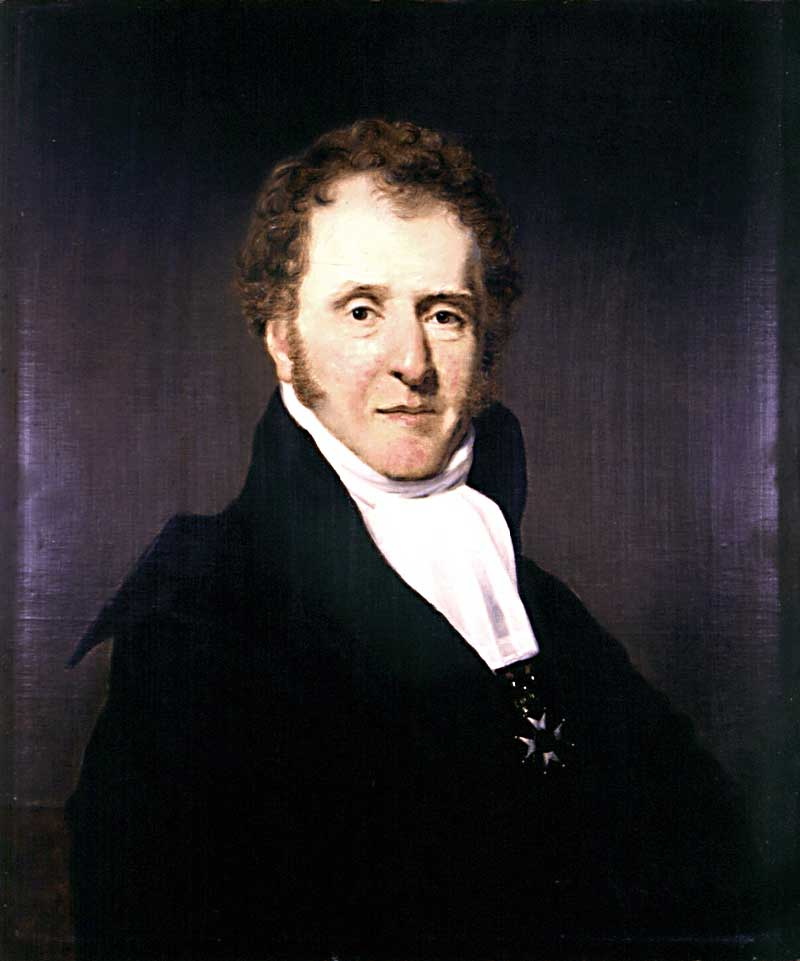
Antonie van Goudoever († 1857)

- 1857: Antonie van Goudoever, niederländischer Literaturwissenschaftler und Altphilologe
- 1866: Matthias William Baldwin, US-amerikanischer Industrieller
- 1866: Friedrich Beckmann, deutscher Komiker
- 1866: Clement Comer Clay, US-amerikanischer Politiker
- 1872: Antoni Stolpe der Jüngere, polnischer Komponist
- 1878: Mehmed Ali Pascha, türkischer Feldherr
- 1879: George Westermann, deutscher Verleger und Verlagsgründer
- 1881: Sidney Lanier, US-amerikanischer Dichter
- 1883: Carl Kuntze, deutscher Komponist und Musiker
- 1888: Tito Ricordi, italienischer Musikverleger
- 1892: Hermann Schubert, österreichischer Benediktiner, Prediger und Seelsorger
- 1892: John Greenleaf Whittier, US-amerikanischer Dichter
- 1893: Jean-Etienne Dufour, Schweizer Unternehmer und Politiker
- 1893: Hamilton Fish, US-amerikanischer Politiker
- 1899: August von Borries, preußischer General
- 1899: Otto Duvigneau, deutscher Kommunalpolitiker
- 1899ː Karolína Světlá, tschechische Schriftstellerin

### 20. Jahrhundert

#### 1901–1950

Ludwig Thudichum († 1901)

- 1901: Ludwig Thudichum, deutscher Arzt, Begründer der Gehirnchemie
- 1902: Franz Wüllner, deutscher Komponist und Dirigent
- 1903: Eracle Arion, rumänischer General
- 1906: Johann Nepomuk von Appel, österreichischer Geheimer Rat und Militär, Kommandierender General im Banat, Landeschef von Bosnien-Herzegowina
- 1907: Sully Prudhomme, französischer Schriftsteller, erster Nobelpreisträger für Literatur
- 1910: Emily Blackwell, US-amerikanische Ärztin und Frauenrechtlerin
- 1910: Franz Clouth, deutscher Unternehmer
- 1910: William Holman Hunt, britischer Maler
- 1910: August Plüss, Schweizer Archivar und Historiker
- 1912: Martin Kähler, deutscher protestantischer Theologe
- 1912: Taoka Reiun, japanischer Kultur- und Literaturkritiker
- 1922: Léonce Girardot, französischer Automobilrennfahrer
- 1926: Franz Muncker, deutscher Literaturhistoriker
- 1932: Josefine von Artner, österreichisch-deutsche Opernsängerin und Gesangspädagogin
- 1932: Carl Partsch, deutscher Chirurg, gilt als Vater der Zahnärztlichen Chirurgie
- 1933: Max Adalbert, deutscher Theater- und Filmschauspieler

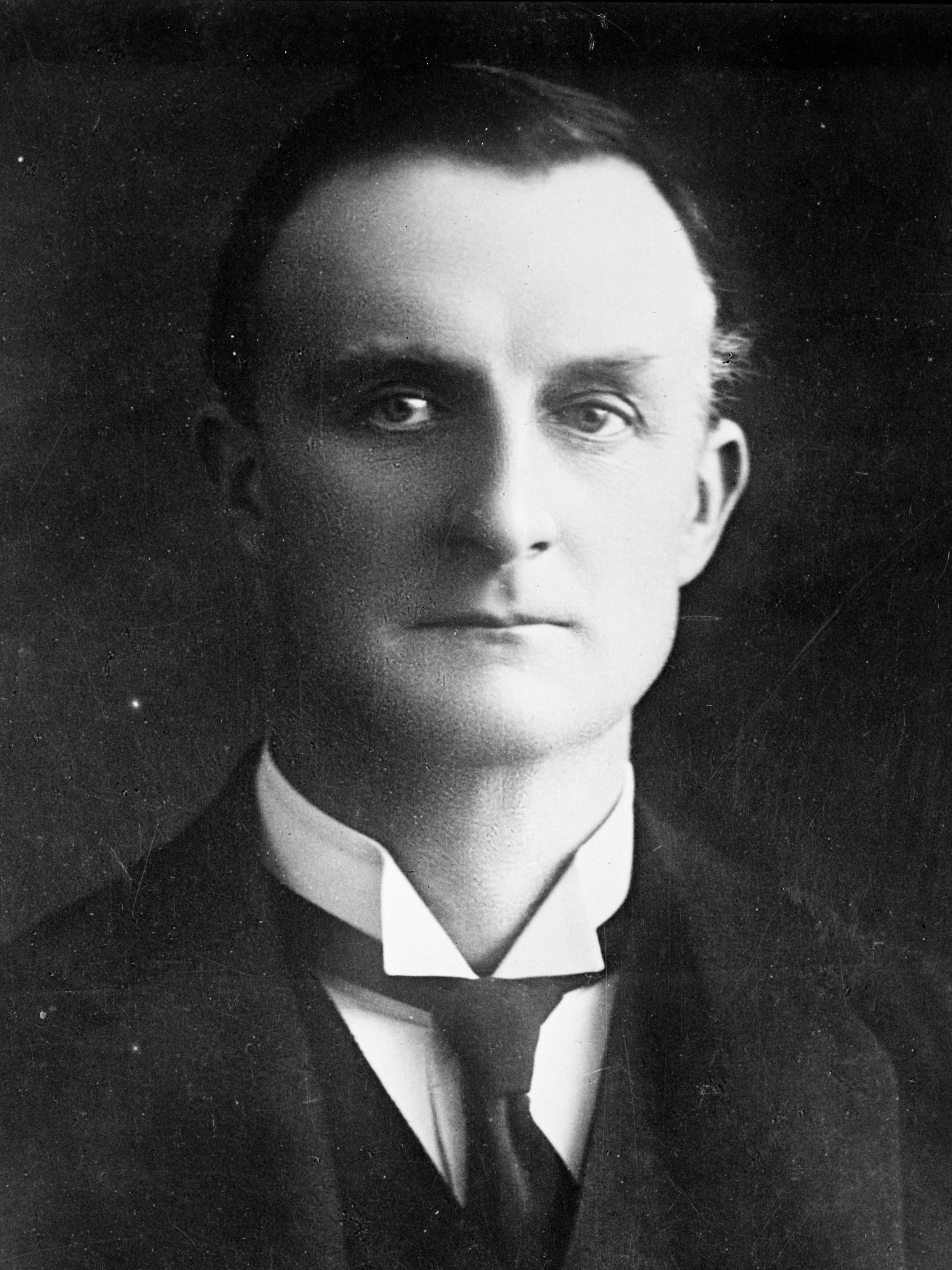
Edward Grey († 1933)

- 1933: Edward Grey, britischer Politiker, Außenminister
- 1935: Per Winge, norwegischer Komponist, Dirigent, Pianist und Organist
- 1936: Victor Franke, deutscher Kommandeur der Schutztruppe in Deutsch-Südwestafrika
- 1936: Marcel Grossmann, Schweizer Mathematiker
- 1937: Bogdan von Hutten-Czapski, preußischer Politiker
- 1939: Izumi Kyōka, japanischer Schriftsteller
- 1940: Edmund Rumpler, österreichischer Flugzeug- und Automobilkonstrukteur
- 1941: Ramón Emilio Peralta, dominikanischer Komponist, Dirigent, Musikpädagoge und Saxophonist
- 1942: Hans-Arnold Stahlschmidt, deutscher Jagdflieger (vermisst)
- 1943: Karlrobert Kreiten, deutscher Pianist
- 1945: Harrie Kuneman, niederländischer Fußballspieler
- 1946: Paul Zech, deutscher Schriftsteller und Publizist des Expressionismus
- 1947: Michele Cipolla, italienischer Mathematiker
- 1949: Elton Mayo, US-amerikanischer Soziologe

#### 1951–2000

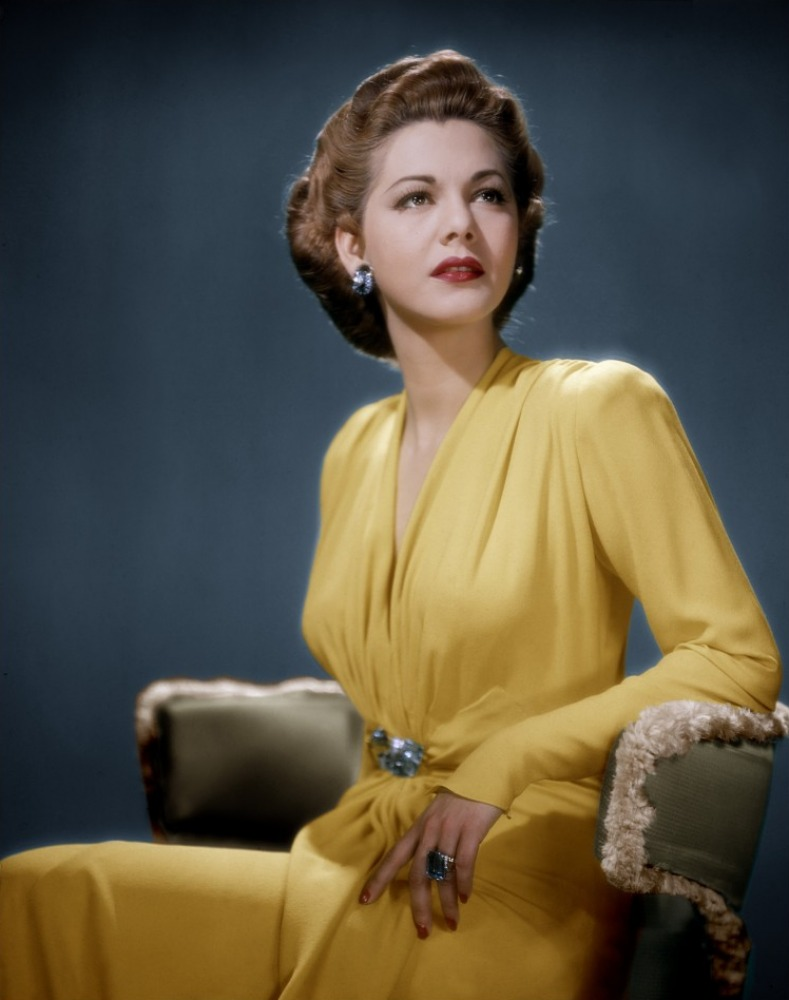
María Montez († 1951)

- 1951: María Montez, US-amerikanische Schauspielerin
- 1953: Abe Nobuyuki, japanischer General und Politiker, Premierminister
- 1953: Fritz Heitmann, deutscher Organist
- 1954: Bud Fisher, US-amerikanischer Cartoonist und Comiczeichner
- 1956: Karl Blodig, österreichischer Bergsteiger, Augenarzt und Publizist
- 1956: Otto Juljewitsch Schmidt, sowjetischer Geophysiker und Arktisforscher
- 1956: Mykola Wilinskyj, russisch-ukrainischer Komponist und Hochschullehrer
- 1958: Otto Charlet, deutscher Ruderer
- 1959: Carlo Biscaretti di Ruffia, italienischer Industriedesigner und Grafiker
- 1959: Tom Hupke, US-amerikanischer American-Football-Spieler
- 1960: Clive Gallop, britischer Konstrukteur und Automobilrennfahrer

Wilhelm Pieck († 1960)

- 1960: Wilhelm Pieck, deutscher Politiker, Mitbegründer und führender Funktionär der KPD, einziger Präsident der DDR
- 1962: Karen Blixen, dänische Schriftstellerin
- 1962: Yoshikawa Eiji, japanischer Schriftsteller
- 1962: Georg Ulrich Handke, deutscher Politiker und Parteifunktionär, Minister für Innerdeutschen Handel und Außenhandel der DDR
- 1962: Frigyes Klug, ungarischer Fußballschiedsrichter und -funktionär
- 1962: Robert Pollack, österreichischer Geiger und Musikpädagoge
- 1962: Walter Waentig, deutscher Maler, Grafiker und Naturschützer
- 1962: Graham Walker, britischer Motorradrennfahrer und Journalist
- 1964: Luis Amplatz, Südtiroler Separatist
- 1964: Herman Jurgens, niederländischer Fußballspieler
- 1967: Hugo Herrmann, deutscher Komponist, Organist und Chorleiter
- 1967: Rex Stewart, US-amerikanischer Jazzkornettist
- 1968: Lucio Fontana, italienischer Avantgardekünstler
- 1968: Karl Tewes, deutscher Fußballspieler
- 1969: Everett Dirksen, US-amerikanischer Politiker, Abgeordneter im Repräsentantenhaus und Senator für Illinois
- 1973: Hans Lorbeer, deutscher Schriftsteller
- 1975: Liliane Roehrs, deutsche Automobilrennfahrerin und Mitbegründerin sowie Präsidentin des Deutschen Damen Automobilclubs
- 1975: Wilhelm Thiele, österreichischer Regisseur
- 1976: Daniel F. Galouye, US-amerikanischer Journalist und Science-Fiction-Schriftsteller
- 1978ː Eva Herrmann, deutsch-amerikanische Malerin, Zeichnerin und Karikaturistin
- 1978: Keith Moon, britischer Musiker
- 1979: Rita Hovink, niederländische Jazz-, Chanson- und Schlagersängerin
- 1979: Erich Schumm, deutscher Unternehmer und Erfinder

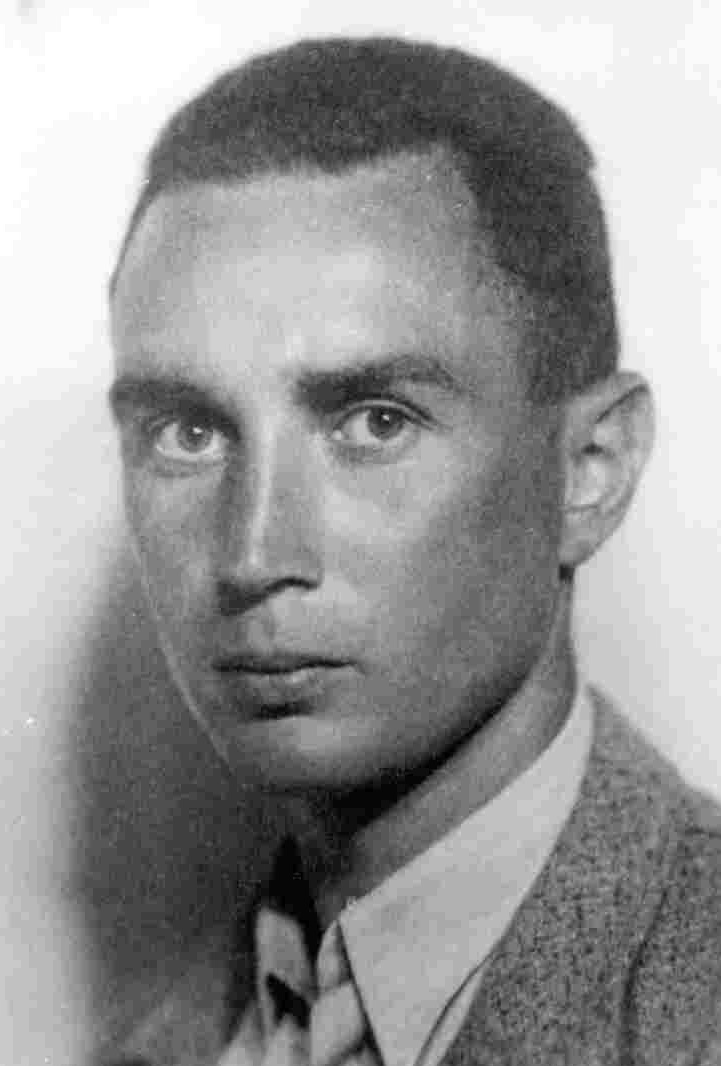
Werner Berg († 1981)

- 1981: Werner Berg, deutscher Maler
- 1984: Liam O’Flaherty, irischer Schriftsteller
- 1984: Jossyf Slipyj, ukrainischer Geistlicher, Erzbischof von Lemberg, Großerzbischof der ukrainischen griechisch-katholischen Kirche, Kardinal
- 1985: Frank Kinard, US-amerikanischer American-Football-Spieler und -Trainer
- 1985: George Pólya, US-amerikanischer Mathematiker
- 1985: Rodney R. Porter, britischer Biochemiker, Nobelpreisträger
- 1986: Les Bury, australischer Politiker
- 1986: Armin Schibler, Schweizer Komponist und Musikpädagoge
- 1987: Gordon M. Gollob, deutscher Jagdflieger, General der Jagdflieger
- 1988: Werner Felfe, deutscher Politiker, Mitglied des Politbüros des ZK der SED
- 1988: Mizuta Kenzan, japanischer Maler der Nihonga-Richtung
- 1989: Carlos Arévalo, spanischer Regisseur
- 1990: Erich Kosiol, deutscher Wirtschaftswissenschaftler

Clärenore Stinnes († 1990)

- 1990: Clärenore Stinnes, deutsche Rennfahrerin und Weltumrunderin
- 1991: Joe Bain, US-amerikanischer Ökonom
- 1991: Edwin Mattison McMillan, US-amerikanischer Physiker, Nobelpreisträger
- 1991: Ben Piazza, US-amerikanischer Schauspieler
- 1992: Arturo Dominici, italienischer Schauspieler
- 1994: Eric Crozier, britischer Regisseur und Librettist
- 1994: Terence Young, britischer Filmregisseur
- 1996: Niccolò Castiglioni, italienischer Komponist
- 1996: Gilda, argentinische Popsängerin
- 1997: Connie Clausen, US-amerikanische Schauspielerin, Schriftstellerin und Literaturagentin
- 1997: Mobutu Sese Seko, Präsident von Zaire

### 21. Jahrhundert
- 2002: Eugenio Coseriu, Romanist und Allgemeiner Sprachwissenschaftler
- 2002: Erma Franklin, US-amerikanische Soul-, R&B- und Popsängerin
- 2003: Warren Zevon, US-amerikanischer Musiker
- 2004: Eberhard Gwinner, deutscher Ornithologe und Verhaltensforscher
- 2004: Siegward Sprotte, deutscher Maler
- 2005: Mary Elizabeth Bayer, kanadische Kulturpolitikerin und Autorin

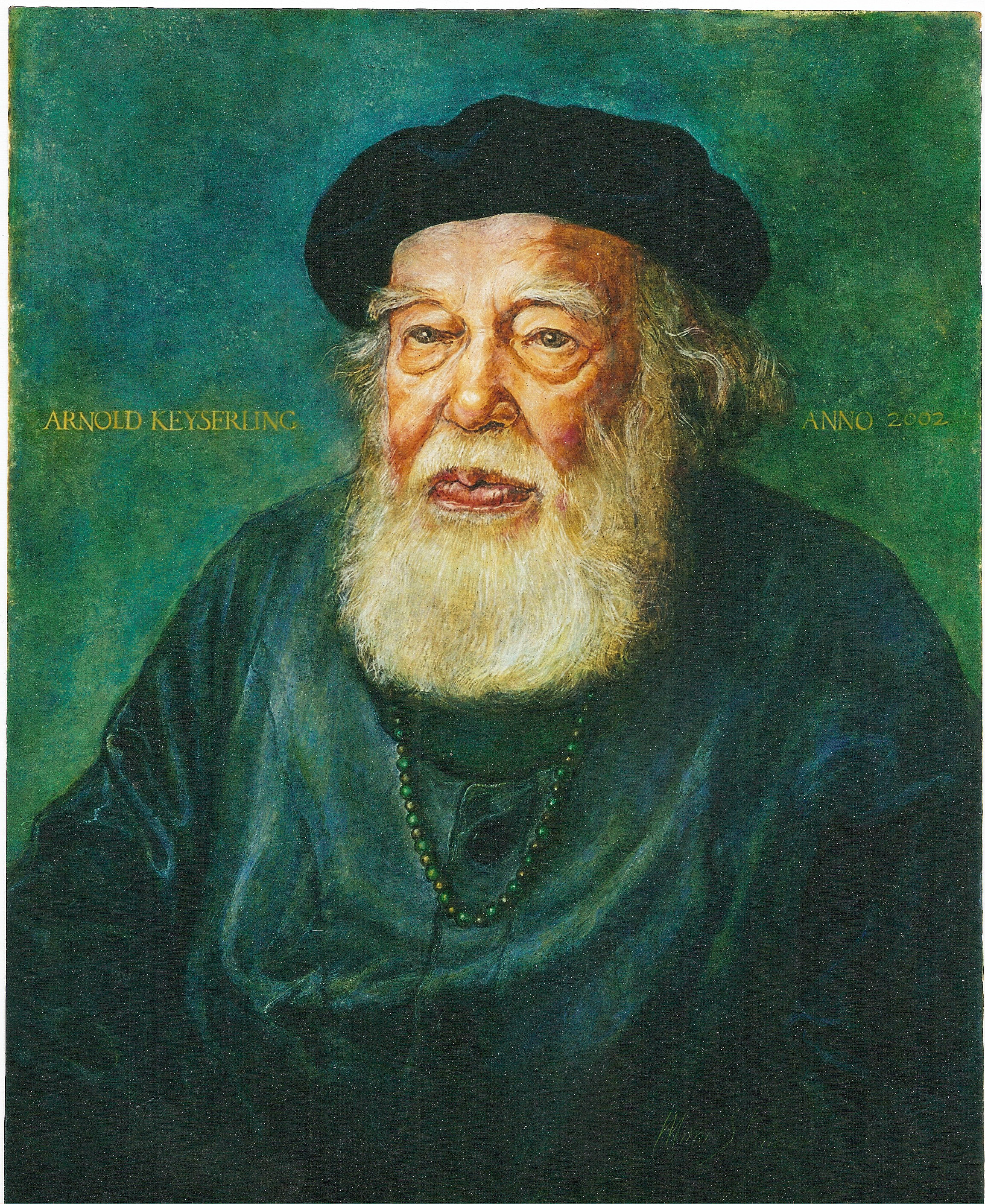
Arnold Keyserling († 2005)

- 2005: Arnold Keyserling, deutscher Philosoph und Religionswissenschaftler
- 2005: Ekkehard Schwartz, deutscher Forstwissenschaftler
- 2008: Dino Dvornik, kroatischer Sänger und Schauspieler
- 2008: Wendelin Schmidt-Dengler, österreichischer Germanist und Literaturwissenschaftler
- 2010: Eberhard von Brauchitsch, deutscher Manager
- 2010: Clive Donner, britischer Filmregisseur und -editor
- 2011: Robert Dietrich, deutscher Eishockeyspieler
- 2011: Stefan Liv, schwedischer Eishockeyspieler
- 2011: Jan Marek, tschechischer Eishockeyspieler
- 2011: Kārlis Skrastiņš, lettischer Eishockeyspieler
- 2011: Josef Vašíček, tschechischer Eishockeyspieler
- 2012: Richard Bucher, Schweizer Eishockeytorhüter
- 2012: Walter Gießler, deutscher Ingenieur
- 2012: Helmut Kater, deutscher Politiker (SPD), MdB, MdEP
- 2013: Wolfgang Frank, deutscher Fußballspieler und -trainer
- 2013: Ilja Hurník, tschechischer Komponist und Pianist
- 2013: József Karai, ungarischer Komponist
- 2013: Doku Chamatowitsch Umarow, tschetschenischer Guerillakämpfer und Terrorist
- 2014: Yoshiko Ōtaka, japanische Sängerin, Schauspielerin und Politikerin
- 2014: Eberhard Schlotter, deutscher Maler und Grafiker
- 2015: Cornelius H. Edskes, niederländischer Organist und Orgelsachverständiger

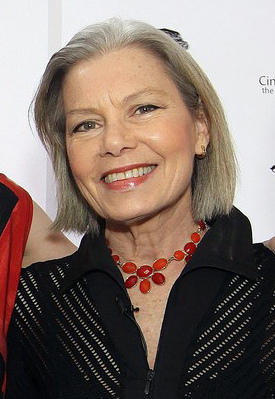
Candida Royalle († 2015)

- 2015: Candida Royalle, US-amerikanische Pornoproduzentin, -regisseurin und -darstellerin
- 2016: Amélia Christinat, Schweizer Nationalrätin und Frauenrechtlerin
- 2016: Joseph B. Keller, US-amerikanischer Mathematiker
- 2016: Norbert Schemansky, US-amerikanischer Gewichtheber
- 2017: Türkân Akyol, türkische Ärztin und Politikerin
- 2017: Hans Burkardt, deutscher Grafikdesigner und Kalligraph
- 2018: Mac Miller, US-amerikanischer Rapper
- 2018: Gundel Paulsen, deutsche Pädagogin und Herausgeberin von Anthologien
- 2019: Roger Boutry, französischer Komponist, Dirigent und Pianist

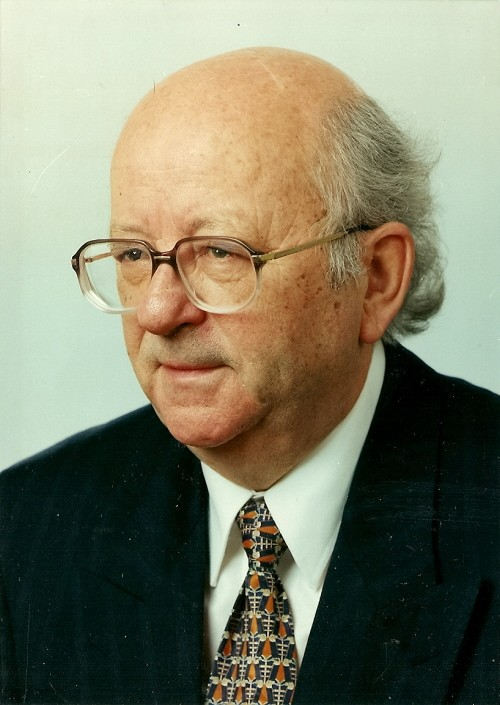
Wolfgang Brekle († 2019)

- 2019: Wolfgang Brekle, deutscher Germanist
- 2019: Harilla Papajorgji, albanischer Politiker
- 2020: Patricia A. Thiel, US-amerikanische Chemikerin
- 2020: Gertrude Schneider, österreichische Historikerin
- 2021: Blaženka Milić, jugoslawische Opernsängerin
- 2021: Fritz Reuter, deutscher Historiker
- 2022: Marsha Hunt, US-amerikanische Schauspielerin
- 2022: Børge Krogh, dänischer Boxer
- 2022: Dagmar Schipanski, deutsche Politikerin
- 2023: María Jiménez, spanische Sängerin
- 2023: Akira Nishimura, japanischer Komponist
- 2023: Gerd Steierwald, deutscher Verkehrswissenschaftler

## Feier- und Gedenktage
- Kirchliche Gedenktage
  - Hl. Regina, französische Märtyrerin und Schutzpatronin (katholisch)
  - Lazarus Spengler, Reformator in Nürnberg (evangelisch)
  - Martin Kähler, deutscher Theologe (evangelisch)
- Namenstage
  - Dietrich, Judith, Ralph, Regina
- Staatliche Feier- und Gedenktage
  - Brasilien: Unabhängigkeit von Portugal (1822)
- Sonstiges
  - Internationaler Tag der sauberen Luft für einen blauen Himmel (seit 2020)

Weitere Einträge enthält die Liste von Gedenk- und Aktionstagen.